# Melodifestivalen (2020)
A 2020-as Melodifestivalen egy hatrészes svéd zenei verseny volt, melynek keretén belül a nézők és a nemzetközi, szakmai zsűrik kiválasztották, hogy ki képviselje Svédországot a 2020-as Eurovíziós Dalfesztiválon, Rotterdamban. A 2020-as Melodifestivalen volt a hatvanadik svéd nemzeti döntő.
Az élő műsorsorozatban ezúttal is huszonnyolc dal versenyzett az Eurovíziós Dalfesztiválra való kijutásért. A sorozat ismét háromfordulós volt; hat élő adásból állt a következők szerint: négy elődöntő, egy második esély forduló és a döntő. Elődöntőnként hét-hét előadó lépett fel. Az elődöntők első két helyezettjei a döntőbe, a harmadik és negyedik helyezettek a második esély fordulóba jutottak tovább. A második esély fordulóban az egyes párbajok győztesei csatlakoztak a döntős mezőnyhöz. Az elődöntőkben és a második esély fordulóban csak a nézői applikációs, illetve telefonos szavazatok alapján kerültek ki a továbbjutók. A döntőben a nézők és a nemzetközi, szakmai zsűrik szavazatai alakították ki a végeredményt.

## Helyszínek

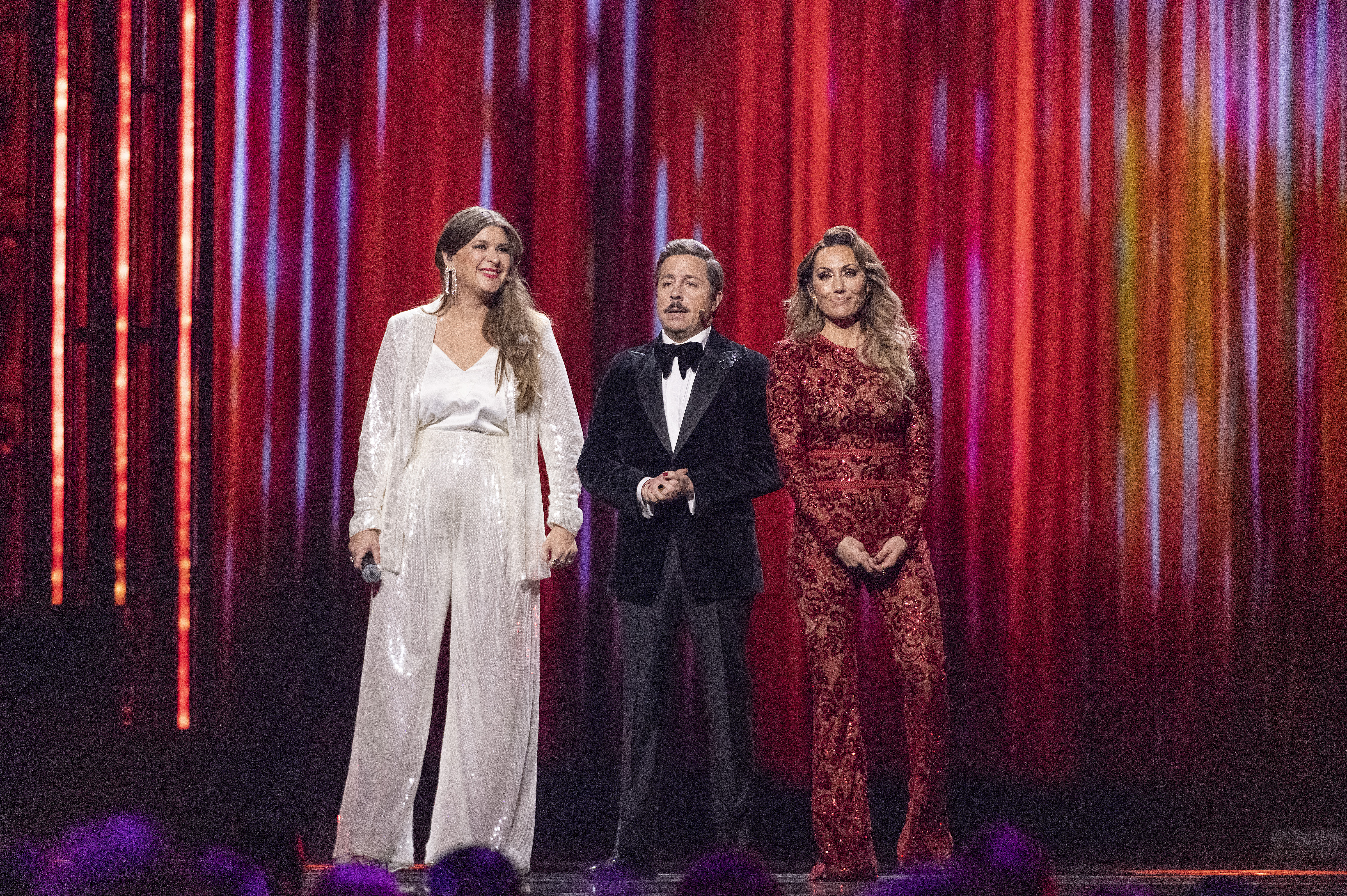
A 2020-as Melodifestivalen műsorvezetői (balról jobbra): Linnea Henriksson, David Sundin és Lina Hedlund

A nemzeti válogató helyszíneit 2019. augusztus 27-én jelentették be. Luleå kilenc év után adott otthont újra a versenynek. Ez volt az első alkalom, hogy Eskilstuna is a rendezők között szerepelt.
| Forduló               | Dátum             | Város      | Helyszín              | Műsorvezető                                 |
| --------------------- | ----------------- | ---------- | --------------------- | ------------------------------------------- |
| Első elődöntő         | 2020. február 1.  | Linköping  | Saab Arena            | Linnea Henriksson Lina Hedlund David Sundin |
| Második elődöntő      | 2020. február 8.  | Göteborg   | Scandinavium          | Linnea Henriksson Lina Hedlund David Sundin |
| Harmadik elődöntő     | 2020. február 15. | Luleå      | Coop Norrbotten Arena | Linnea Henriksson Lina Hedlund David Sundin |
| Negyedik elődöntő     | 2020. február 22. | Malmö      | Malmö Aréna           | Linnea Henriksson Lina Hedlund David Sundin |
| Második esély forduló | 2020. február 29. | Eskilstuna | Stiga Sportaréna      | Linnea Henriksson Lina Hedlund David Sundin |
| Döntő                 | 2020. március 7.  | Stockholm  | Friends Arena         | Linnea Henriksson Lina Hedlund David Sundin |

## Műsorvezetők
A válogatóműsor műsorvezetőit 2019. szeptember 3-án a délelőtti órákban jelentette be az SVT. A feladatot Linnea Henriksson, Lina Hedlund és David Sundin hármasa látta el.

## Résztvevők
A résztvevőket és dalaik címét 2019. november 26-án jelentették be egy sajtótájékoztató keretein belül. Amanda Asana 2019. augusztus 25-én nyerte el a műsorban való indulást, hiszen a P4 Nestä döntősei közül a zsűri neki adott esélyt, hogy megmérettesse magát a svéd nemzeti válogatóban. Ezt követően, a fellépési sorrendet 2020. január 10-én hozták nyilvánosságra. Az első elődöntőt követő napon, február 2-án jelentette be a műsorsugárzó, hogy a második elődöntőben fellépő Thorsten Flinck folyamatban lévő jogi eljárás alatt áll, így kizárták a dalversenyből. Helyette Jan Johansen adta elő a dalt.
| Előadó                           | Dal                             | Nyelv          | Szerző(k)                                                                                  |
| -------------------------------- | ------------------------------- | -------------- | ------------------------------------------------------------------------------------------ |
| Albin Johnsén                    | "Livet börjar nu"               | svéd           | Robin Stjernberg, Albin Johnsén, Gino Yonan                                                |
| Amanda Aasa                      | "Late"                          | svéd           | Amanda Aasa, Siri Jansson, Erik Grahn, Alex Shield                                         |
| Anis don Demina                  | "Vem är som oss"                | svéd           | Anderz Wrethov, Johanna Elkesdotter Wrethov, Anis Don Demina, Robin Svensk                 |
| Anna Bergendahl                  | "Kingdom Come"                  | angol          | Bobby Ljunggren, Thomas G:son, Erik Bernholm, Anna Bergendahl                              |
| Dotter                           | "Bulletproof"                   | angol          | Dino Medanhodzic, Johanna Jansson, Erik Dahlqvist                                          |
| Drängarna                        | "Pisa och dräng"                | svéd           | Anders Wigelius, Robert Norberg, Jimmy Jansson                                             |
| Ellen Benediktson & Simon Peyron | "Surface"                       | angol          | Paul Rey, Laurell Barker, Anderz Wrethov, Sebastian von Koenigsegg, Ellen Benediktson      |
| Faith Kakembo                    | "Crying Rivers"                 | angol          | Jörgen Elofsson, Liz Rodrigues                                                             |
| Felix Sandman                    | "Boys with Emotions"            | angol          | Tony Ferrari, Parker James, Peter Thomas, Philip Bentley, Nicki Adamsson, Felix Sandman    |
| Frida Öhrn                       | "We Are One"                    | angol          | Frida Öhrn, Hampus Eurenius, Nicklas Eklund                                                |
| Hanna Ferm                       | "Brave"                         | angol          | David Kjellstrand, Jimmy Jansson, Laurell Barker                                           |
| Jakob Karlberg                   | "Om du tror att jag saknar dig" | svéd           | Nanne Grönvall, Isak Hallén, Henrik Moreborg, Jakob Karlberg                               |
| Klara Hammarström                | "Nobody"                        | angol          | Erik Smaaland, Palle Hammarlund, Klara Hammarström                                         |
| Linda Bengtzing                  | "Alla mina sorger"              | svéd           | Yvonne Dahlbom, Jesper Welander, Adam Jönsson, Linda Bengtzing                             |
| Malou Prytz                      | "Ballerina"                     | angol          | Thomas G:son, Peter Boström, Jimmy Jansson                                                 |
| Mariette                         | "Shout It Out"                  | angol          | Thomas G:son, Cassandra Ströberg, Alex Shield, Mariette Hansson                            |
| Méndez ft. Alvaro Estrella       | "Vamos amigos"                  | angol, spanyol | Palle Hammarlund, Jimmy Jansson, Jakke Erixson, Leo Mendéz                                 |
| Mohombi                          | "Winners"                       | angol          | Jimmy Jansson, Mohombi Moupondo, Palle Hammarlund                                          |
| Nanne Grönvall                   | "Carpool Karaoke"               | angol          | Nanne Grönvall, Peter Grönvall                                                             |
| OVÖ                              | "Inga problem"                  | svéd           | Nicholas Frandsen, Lukas Nathanson, Jean-Willy Akofely, Nickie Osenius Kouakou             |
| Paul Rey                         | "Talking in My Sleep"           | angol          | Paul Rey, Lukas Hällgren, Alexander Standal Pavelich                                       |
| Robin Bengtsson                  | "Take a Chance"                 | angol          | Jimmy Jansson, Karl-Frederik Reichhardt, Marcus Winther-John                               |
| Sonja Aldén                      | "Sluta aldrig gå"               | svéd           | Bobby Ljunggren, David Lindgren Zacharias, Sonja Aldén                                     |
| Suzi P                           | "Moves"                         | angol, svéd    | Joy Deb, Suzi Pancekov, Aniela Eklund, Malou Ruotsalainen, Chanel Tukia, Kenny Silverdique |
| The Mamas                        | "Move"                          | angol          | Melanie Wehbe, Patrik Jean, Herman Gardarfve                                               |
| Jan Johansen                     | "Miraklernas tid"               | svéd           | Thomas G:son                                                                               |
| Thorsten Flinck                  | "Miraklernas tid"               | svéd           | Thomas G:son                                                                               |
| Victor Crone                     | "Troubled Waters"               | angol          | Dino Medanhodzic, Benjamin Jennebo, Victor Crone                                           |
| William Strid                    | "Molnljus"                      | svéd           | Markus Lidén, Christian Holmström, David Kreuger, William Stridh                           |

## Élő műsorsorozat
Az adások részletes végeredményét március 11-én hozták nyilvánosságra.

### Első elődöntő
Az első elődöntőt február 1-jén rendezte az SVT hét előadó részvételével Linköpingben, a Saab Arenaban.
| Ponttáblázat – Első elődöntő         | Ponttáblázat – Első elődöntő | Ponttáblázat – Első elődöntő | Ponttáblázat – Első elődöntő | Ponttáblázat – Első elődöntő | Ponttáblázat – Első elődöntő | Ponttáblázat – Első elődöntő | Ponttáblázat – Első elődöntő | Ponttáblázat – Első elődöntő | Ponttáblázat – Első elődöntő |
| Dal                                  | 3–9                          | 10–15                        | 16–29                        | 30–44                        | 45–59                        | 60–74                        | 75+                          | Telefon                      | Össz.                        |
| ------------------------------------ | ---------------------------- | ---------------------------- | ---------------------------- | ---------------------------- | ---------------------------- | ---------------------------- | ---------------------------- | ---------------------------- | ---------------------------- |
| "Move" (The Mamas)                   | 6                            | 12                           | 12                           | 12                           | 12                           | 10                           | 10                           | 12                           | 86                           |
| "Moves" (Suzi P)                     | 4                            | 2                            | 1                            | 1                            | 1                            | 2                            | 1                            | 1                            | 13                           |
| "Take a Chance" (Robin Bengtsson)    | 12                           | 10                           | 8                            | 10                           | 10                           | 12                           | 12                           | 10                           | 84                           |
| "Ballerina" (Malou Prytz)            | 10                           | 8                            | 6                            | 8                            | 8                            | 4                            | 8                            | 6                            | 58                           |
| "Inga problem" (OVÖ)                 | 2                            | 4                            | 4                            | 2                            | 2                            | 1                            | 2                            | 2                            | 19                           |
| "Sluta aldrig gå" (Sonja Aldén)      | 1                            | 1                            | 2                            | 4                            | 4                            | 8                            | 4                            | 8                            | 32                           |
| "Boys with Emotions" (Felix Sandman) | 8                            | 6                            | 10                           | 6                            | 6                            | 6                            | 6                            | 4                            | 52                           |

| #  | Előadó          | Dal                  | Szavazat  | Pontszám | Helyezés | Eredmény     |
| -- | --------------- | -------------------- | --------- | -------- | -------- | ------------ |
| 01 | The Mamas       | "Move"               | 1 370 798 | 86       | 1.       | Továbbjutott |
| 02 | Suzi P          | "Moves"              | 582 520   | 13       | 7.       | Kiesett      |
| 03 | Robin Bengtsson | "Take a Chance"      | 1 267 149 | 84       | 2.       | Továbbjutott |
| 04 | Malou Prytz     | "Ballerina"          | 1 146 797 | 58       | 3.       | Továbbjutott |
| 05 | OVÖ             | "Inga problem"       | 633 485   | 19       | 6.       | Kiesett      |
| 06 | Sonja Aldén     | "Sluta aldrig gå"    | 661 376   | 32       | 5.       | Kiesett      |
| 07 | Felix Sandman   | "Boys with Emotions" | 1 080 040 | 52       | 4.       | Továbbjutott |

### Második elődöntő
A második elődöntőt február 8-án rendezte az SVT hét előadó részvételével Göteborgban, a Scandinaviumban.
| Ponttáblázat – Második elődöntő             | Ponttáblázat – Második elődöntő | Ponttáblázat – Második elődöntő | Ponttáblázat – Második elődöntő | Ponttáblázat – Második elődöntő | Ponttáblázat – Második elődöntő | Ponttáblázat – Második elődöntő | Ponttáblázat – Második elődöntő | Ponttáblázat – Második elődöntő | Ponttáblázat – Második elődöntő |
| Dal                                         | 3–9                             | 10–15                           | 16–29                           | 30–44                           | 45–59                           | 60–74                           | 75+                             | Telefon                         | Össz.                           |
| ------------------------------------------- | ------------------------------- | ------------------------------- | ------------------------------- | ------------------------------- | ------------------------------- | ------------------------------- | ------------------------------- | ------------------------------- | ------------------------------- |
| "Nobody" (Klara Hammarström)                | 10                              | 8                               | 8                               | 4                               | 4                               | 2                               | 4                               | 4                               | 40                              |
| "Miraklernas tid” (Jan Johansen)            | 1                               | 1                               | 1                               | 1                               | 1                               | 1                               | 1                               | 1                               | 8                               |
| "Bulletproof” (Dotter)                      | 8                               | 12                              | 10                              | 10                              | 10                              | 6                               | 8                               | 10                              | 74                              |
| "Vamos amigos” (Mendez ft. Álvaro Estrella) | 12                              | 10                              | 8                               | 8                               | 8                               | 8                               | 6                               | 6                               | 66                              |
| "Alla mina sorger" (Linda Bengtzing)        | 2                               | 2                               | 2                               | 2                               | 2                               | 4                               | 2                               | 2                               | 18                              |
| "Talking in My Sleep" (Paul Rey)            | 4                               | 6                               | 12                              | 6                               | 6                               | 10                              | 10                              | 8                               | 62                              |
| "Kingdom Come” (Anna Bergendahl)            | 6                               | 4                               | 6                               | 12                              | 12                              | 12                              | 12                              | 12                              | 76                              |

| #  | Előadó                     | Dal                   | Szavazat  | Pontszám | Helyezés | Eredmény       |
| -- | -------------------------- | --------------------- | --------- | -------- | -------- | -------------- |
| 01 | Klara Hammarström          | "Nobody"              | 951 815   | 40       | 5.       | Kiesett        |
| 02 | Jan Johansen               | "Miraklernas tid”     | 501 335   | 8        | 7.       | Kiesett        |
| 03 | Dotter                     | "Bulletproof”         | 1 160 616 | 74       | 2.       | Továbbjutott   |
| 04 | Mendez ft. Álvaro Estrella | "Vamos amigos”        | 1 070 755 | 66       | 3.       | Továbbjutottak |
| 05 | Linda Bengtzing            | "Alla mina sorger"    | 717 043   | 18       | 6.       | Kiesett        |
| 06 | Paul Rey                   | "Talking in My Sleep" | 1 029 652 | 62       | 4.       | Továbbjutott   |
| 07 | Anna Bergendahl            | "Kingdom Come”        | 1 140 812 | 76       | 1.       | Továbbjutott   |

### Harmadik elődöntő
A harmadik elődöntőt február 15-én rendezte az SVT hét előadó részvételével Luleåban, a Coop Norrbotten Arenaban.
| Ponttáblázat – Harmadik elődöntő   | Ponttáblázat – Harmadik elődöntő | Ponttáblázat – Harmadik elődöntő | Ponttáblázat – Harmadik elődöntő | Ponttáblázat – Harmadik elődöntő | Ponttáblázat – Harmadik elődöntő | Ponttáblázat – Harmadik elődöntő | Ponttáblázat – Harmadik elődöntő | Ponttáblázat – Harmadik elődöntő | Ponttáblázat – Harmadik elődöntő |
| Dal                                | 3–9                              | 10–15                            | 16–29                            | 30–44                            | 45–59                            | 60–74                            | 75+                              | Telefon                          | Össz.                            |
| ---------------------------------- | -------------------------------- | -------------------------------- | -------------------------------- | -------------------------------- | -------------------------------- | -------------------------------- | -------------------------------- | -------------------------------- | -------------------------------- |
| "Shout It Out” (Mariette)          | 12                               | 10                               | 10                               | 12                               | 12                               | 12                               | 12                               | 8                                | 88                               |
| "Livet börjar nu” (Albin Johnsén)  | 2                                | 1                                | 1                                | 1                                | 1                                | 1                                | 1                                | 1                                | 9                                |
| "Piga och dräng” (Drängarna)       | 6                                | 6                                | 8                                | 6                                | 6                                | 6                                | 6                                | 12                               | 56                               |
| "Late" (Amanda Aasa)               | 4                                | 2                                | 2                                | 2                                | 2                                | 2                                | 2                                | 2                                | 18                               |
| "Vem är som oss” (Anis don Demina) | 8                                | 12                               | 12                               | 10                               | 4                                | 4                                | 4                                | 6                                | 60                               |
| "Crying Rivers" (Faith Kakembo)    | 1                                | 4                                | 4                                | 4                                | 8                                | 10                               | 10                               | 10                               | 51                               |
| "Winners" (Mohombi)                | 10                               | 8                                | 6                                | 8                                | 10                               | 8                                | 8                                | 4                                | 62                               |

| #  | Előadó          | Dal               | Szavazat  | Pontszám | Helyezés | Eredmény     |
| -- | --------------- | ----------------- | --------- | -------- | -------- | ------------ |
| 01 | Mariette        | "Shout It Out”    | 1 215 521 | 88       | 1.       | Továbbjutott |
| 02 | Albin Johnsén   | "Livet börjar nu” | 470 431   | 9        | 7.       | Kiesett      |
| 03 | Drängarna       | "Piga och dräng”  | 921 811   | 56       | 4.       | Továbbjutott |
| 04 | Amanda Aasa     | "Late"            | 534 652   | 18       | 6.       | Kiesett      |
| 05 | Anis don Demina | "Vem är som oss”  | 1 107 528 | 60       | 3.       | Továbbjutott |
| 06 | Faith Kakembo   | "Crying Rivers"   | 733 502   | 51       | 5.       | Kiesett      |
| 07 | Mohombi         | "Winners"         | 1 031 906 | 62       | 2.       | Továbbjutott |

### Negyedik elődöntő
A negyedik elődöntőt február 22-én rendezte az SVT hét előadó részvételével Malmöben, a Malmö Arénában.
| Ponttáblázat – Negyedik elődöntő                 | Ponttáblázat – Negyedik elődöntő | Ponttáblázat – Negyedik elődöntő | Ponttáblázat – Negyedik elődöntő | Ponttáblázat – Negyedik elődöntő | Ponttáblázat – Negyedik elődöntő | Ponttáblázat – Negyedik elődöntő | Ponttáblázat – Negyedik elődöntő | Ponttáblázat – Negyedik elődöntő | Ponttáblázat – Negyedik elődöntő |
| Dal                                              | 3–9                              | 10–15                            | 16–29                            | 30–44                            | 45–59                            | 60–74                            | 75+                              | Telefon                          | Össz.                            |
| ------------------------------------------------ | -------------------------------- | -------------------------------- | -------------------------------- | -------------------------------- | -------------------------------- | -------------------------------- | -------------------------------- | -------------------------------- | -------------------------------- |
| "We Are One” (Frida Öhrn)                        | 6                                | 4                                | 1                                | 8                                | 8                                | 8                                | 8                                | 8                                | 51                               |
| "Molnljus” (William Strid)                       | 8                                | 8                                | 6                                | 4                                | 1                                | 1                                | 2                                | 6                                | 36                               |
| "Carpool Karaoke" (Nanne Grönvall)               | 1                                | 1                                | 2                                | 1                                | 2                                | 6                                | 6                                | 2                                | 21                               |
| "Troubled Waters" (Victor Crone)                 | 10                               | 10                               | 12                               | 10                               | 10                               | 10                               | 10                               | 10                               | 82                               |
| "Surface" (Ellen Benediktson és Simon Peyron)    | 4                                | 6                                | 4                                | 6                                | 6                                | 4                                | 4                                | 4                                | 38                               |
| "Om du tror att jag saknar dig” (Jakob Karlberg) | 2                                | 2                                | 8                                | 2                                | 4                                | 2                                | 1                                | 1                                | 22                               |
| "Brave" (Hanna Ferm)                             | 12                               | 12                               | 10                               | 12                               | 12                               | 12                               | 12                               | 12                               | 94                               |

| #  | Előadó                            | Dal                             | Szavazat  | Pontszám | Helyezés | Eredmény     |
| -- | --------------------------------- | ------------------------------- | --------- | -------- | -------- | ------------ |
| 01 | Frida Öhrn                        | "We Are One”                    | 685 663   | 51       | 3.       | Továbbjutott |
| 02 | William Strid                     | "Molnljus”                      | 700 582   | 36       | 5.       | Kiesett      |
| 03 | Nanne Grönvall                    | "Carpool Karaoke"               | 548 116   | 21       | 7.       | Kiesett      |
| 04 | Victor Crone                      | "Troubled Waters"               | 1 072 105 | 82       | 2.       | Továbbjutott |
| 05 | Ellen Benediktson és Simon Peyron | "Surface"                       | 698 364   | 38       | 4.       | Továbbjutott |
| 06 | Jakob Karlberg                    | "Om du tror att jag saknar dig” | 619 888   | 22       | 6.       | Kiesett      |
| 07 | Hanna Ferm                        | "Brave"                         | 1 174 481 | 94       | 1.       | Továbbjutott |

### Második esély forduló
A második esély fordulót február 29-én rendezte az SVT nyolc előadó részvételével Eskilstunaban, a Stiga Sportarénában.
| Ponttáblázat – Második esély forduló          | Ponttáblázat – Második esély forduló | Ponttáblázat – Második esély forduló | Ponttáblázat – Második esély forduló | Ponttáblázat – Második esély forduló | Ponttáblázat – Második esély forduló | Ponttáblázat – Második esély forduló | Ponttáblázat – Második esély forduló | Ponttáblázat – Második esély forduló | Ponttáblázat – Második esély forduló |
| Dal                                           | 3–9                                  | 10–15                                | 16–29                                | 30–44                                | 45–59                                | 60–74                                | 75+                                  | Telefon                              | Össz.                                |
| --------------------------------------------- | ------------------------------------ | ------------------------------------ | ------------------------------------ | ------------------------------------ | ------------------------------------ | ------------------------------------ | ------------------------------------ | ------------------------------------ | ------------------------------------ |
| "Vem är som oss” (Anis don Demina)            | 1                                    | 1                                    | 1                                    | 1                                    | 1                                    |                                      | 1                                    | 1                                    | 7                                    |
| "Surface" (Ellen Benediktson és Simon Peyron) |                                      |                                      |                                      |                                      |                                      | 1                                    |                                      |                                      | 1                                    |
| "Ballerina" (Malou Prytz)                     | 1                                    | 1                                    |                                      | 1                                    |                                      |                                      |                                      |                                      | 3                                    |
| "Talking in My Sleep" (Paul Rey)              |                                      |                                      | 1                                    |                                      | 1                                    | 1                                    | 1                                    | 1                                    | 5                                    |
| "Boys with Emotions" (Felix Sandman)          | 1                                    | 1                                    | 1                                    | 1                                    |                                      |                                      |                                      |                                      | 4                                    |
| "We Are One” (Frida Öhrn)                     |                                      |                                      |                                      |                                      | 1                                    | 1                                    | 1                                    | 1                                    | 4                                    |
| "Vamos amigos” (Mendez ft. Álvaro Estrella)   | 1                                    | 1                                    |                                      | 1                                    | 1                                    |                                      |                                      |                                      | 4                                    |
| "Piga och dräng” (Drängarna)                  |                                      |                                      | 1                                    |                                      |                                      | 1                                    | 1                                    | 1                                    | 4                                    |

| Párbaj | Előadó                            | Dal                   | Szavazat | Pontszám | Helyezés | Eredmény     |
| ------ | --------------------------------- | --------------------- | -------- | -------- | -------- | ------------ |
| 1      | Anis don Demina                   | "Vem är som oss”      | 937 009  | 7        | 1.       | Továbbjutott |
| 1      | Ellen Benediktson és Simon Peyron | "Surface"             | 566 544  | 1        | 2.       | Kiesett      |
| 2      | Malou Prytz                       | "Ballerina"           | 833 780  | 3        | 2.       | Kiesett      |
| 2      | Paul Rey                          | "Talking in My Sleep" | 810 439  | 5        | 1.       | Továbbjutott |
| 3      | Felix Sandman                     | "Boys with Emotions"  | 793 582  | 4        | 1.       | Továbbjutott |
| 3      | Frida Öhrn                        | "We Are One”          | 550 632  | 4        | 2.       | Kiesett      |
| 4      | Mendez ft. Álvaro Estrella        | "Vamos amigos”        | 805 286  | 4        | 1.       | Továbbjutott |
| 4      | Drängarna                         | "Piga och dräng”      | 685 762  | 4        | 2.       | Kiesett      |

### Döntő
A döntőt március 7-én rendezte az SVT tizenkettő előadó részvételével Stockholmban, a Friends Arenában. A végeredményt a nézők és a nemzetközi, szakmai zsűrik szavazatai alakították ki. Első körben a zsűrik szavaztak az alábbi módon: az első helyezett 12 pontot kapott, a második 10-et, a harmadik 8-at, a negyedik 7-et, az ötödik 6-ot, a hatodik 5-öt, a hetedik 4-et, a nyolcadik 3-at, a kilencedik 2-t, a tizedik 1 pontot. Ehhez adódtak hozzá a közönségszavazás pontjai és így alakult ki a végső sorrend.
| #  | Előadó                     | Dal                   | Szavazás       | Szavazás       | Szavazás | Helyezés |
| #  | Előadó                     | Dal                   | Zsűri pontszám | Nézői pontszám | Összesen | Helyezés |
| -- | -------------------------- | --------------------- | -------------- | -------------- | -------- | -------- |
| 01 | Victor Crone               | "Troubled Waters"     | 19             | 38             | 57       | 9.       |
| 02 | Paul Rey                   | "Talking in My Sleep" | 35             | 33             | 68       | 6.       |
| 03 | The Mamas                  | "Move"                | 65             | 72             | 137      | 1.       |
| 04 | Mohombi                    | "Winners"             | 20             | 6              | 26       | 12.      |
| 05 | Hanna Ferm                 | "Brave"               | 25             | 69             | 94       | 4.       |
| 06 | Mendez ft. Álvaro Estrella | "Vamos amigos”        | 19             | 21             | 40       | 11.      |
| 07 | Dotter                     | "Bulletproof”         | 65             | 71             | 136      | 2.       |
| 08 | Robin Bengtsson            | "Take a Chance"       | 35             | 28             | 63       | 8.       |
| 09 | Mariette                   | "Shout It Out”        | 42             | 9              | 51       | 10.      |
| 10 | Felix Sandman              | "Boys with Emotions"  | 53             | 14             | 67       | 7.       |
| 11 | Anna Bergendahl            | "Kingdom Come”        | 46             | 61             | 107      | 3.       |
| 12 | Anis don Demina            | "Vem är som oss”      | 40             | 42             | 82       | 5.       |

#### Pontáblázat
| Dal                                         | Zsűri  | Zsűri    | Zsűri        | Zsűri      | Zsűri | Zsűri  | Zsűri         | Zsűri     | Zsűri | Nézők     | Nézők | Nézők | Nézők | Nézők | Nézők | Nézők | Nézők | Nézők   | Nézők | Σ   |
| Dal                                         | Izrael | Ausztria | Örményország | Ausztrália | Málta | Izland | Franciaország | Hollandia | Össz. | Szavazat  | 3–9   | 10–15 | 16–29 | 30–44 | 45–59 | 60–74 | 75+   | Telefon | Össz. | Σ   |
| ------------------------------------------- | ------ | -------- | ------------ | ---------- | ----- | ------ | ------------- | --------- | ----- | --------- | ----- | ----- | ----- | ----- | ----- | ----- | ----- | ------- | ----- | --- |
| "Troubled Waters" (Victor Crone)            | 1      | 4        | 5            | 1          | 1     | 2      | 5             |           | 19    | 1 058 691 | 7     | 5     | 4     | 4     | 6     | 5     | 4     | 3       | 38    | 57  |
| "Talking in My Sleep" (Paul Rey)            | 6      |          | 7            | 4          | 4     |        | 10            | 4         | 35    | 1 086 230 | 4     | 7     | 7     | 5     | 2     | 3     | 3     | 2       | 33    | 68  |
| "Move" (The Mamas)                          | 4      | 6        | 12           | 10         | 12    | 8      | 6             | 7         | 65    | 1 610 446 | 5     | 12    | 12    | 10    | 10    | 7     | 8     | 8       | 72    | 137 |
| "Winners" (Mohombi)                         | 5      | 5        |              | 3          |       | 4      | 3             |           | 20    | 787 224   | 3     | 2     |       | 1     |       |       |       |         | 6     | 26  |
| "Brave" (Hanna Ferm)                        | 7      |          | 3            | 2          | 7     | 3      | 2             | 1         | 25    | 1 335 870 | 12    | 10    | 6     | 7     | 7     | 10    | 10    | 7       | 69    | 94  |
| "Vamos amigos” (Mendez ft. Álvaro Estrella) |        | 1        | 2            | 7          | 3     | 1      |               | 5         | 19    | 882 046   | 10    | 4     | 2     | 3     | 1     | 1     |       |         | 21    | 40  |
| "Bullettproof" (Dotter)                     | 10     | 2        | 6            | 12         | 10    | 12     | 7             | 6         | 65    | 1 489 636 | 8     | 8     | 10    | 12    | 8     | 8     | 7     | 10      | 71    | 136 |
| "Take a Chance" (Robin Bengtsson)           | 3      | 8        | 10           |            | 6     | 5      | 1             | 2         | 35    | 891 620   | 2     | 3     | 1     | 2     | 5     | 6     | 5     | 4       | 28    | 63  |
| "Shout It Out” (Mariette)                   |        | 10       | 1            |            | 5     | 6      | 12            | 8         | 42    | 719 420   |       |       |       |       | 3     | 4     | 1     | 1       | 9     | 51  |
| "Boys with Emotions" (Felix Sandman)        | 8      | 7        | 8            | 8          | 2     |        | 8             | 12        | 53    | 827 809   | 1     | 1     | 3     |       |       | 2     | 2     | 5       | 14    | 67  |
| "Kingdom Come" (Anna Bergendahl)            | 12     | 3        | 4            | 6          | 8     | 10     |               | 3         | 46    | 1 244 146 |       |       | 5     | 8     | 12    | 12    | 12    | 12      | 61    | 107 |
| "Vem är som oss” (Anis don Demina)          | 2      | 12       |              | 5          |       | 7      | 4             | 10        | 40    | 1 168 875 | 6     | 6     | 8     | 6     | 4     |       | 6     | 6       | 42    | 82  |

#### Pontbejelentők
1. Izrael – Tali Eshkoli
2. Ausztria – Marvin Dietmann
3. Örményország – Anush Ter-Ghukasyan
4. Ausztrália – Paul Clarke
5. Málta – Clas Romander
6. Izland – Selma Björnsdóttir
7. Franciaország – Bruno Berberes
8. Hollandia – Getty Kaspers

## Nézettség
| Forduló               | Sugárzás          | Sugárzás      | Nézettség (fő) | Szavazók száma | Szavazók száma                 | Szavazatok száma | Szavazatok száma               | Radiohjälpen-segély (korona) | Forrás |
| Forduló               | Dátum             | Idősáv        | Nézettség (fő) | Összesen (fő)  | Változás az előző évhez képest | Összesen (db)    | Változás az előző évhez képest | Radiohjälpen-segély (korona) | Forrás |
| --------------------- | ----------------- | ------------- | -------------- | -------------- | ------------------------------ | ---------------- | ------------------------------ | ---------------------------- | ------ |
| Első elődöntő         | 2020. február 1.  | szombat 20:00 | 2 949 000      | 502 404        | +0,7%                          | 6 742 165        | -6,1%                          | 454 452                      | [ 10 ] |
| Második elődöntő      | 2020. február 8.  | szombat 20:00 | 2 834 000      | 488 708        | -2%                            | 6 572 028        | -6%                            | 499 174                      | [ 11 ] |
| Harmadik elődöntő     | 2020. február 15. | szombat 20:00 | 2 728 000      | 473 915        | -0,6%                          | 6 015 351        | -5,6%                          | 375 838                      | [ 12 ] |
| Negyedik elődöntő     | 2020. február 22. | szombat 20:00 | 2 697 000      | 424 004        | -20,1%                         | 5 499 199        | -20,8%                         | 343 942                      | [ 13 ] |
| Második esély forduló | 2020. február 29. | szombat 20:00 | 2 557 000      | 436 065        | -13,5%                         | 5 983 034        | -18,6%                         | 349 729                      | [ 14 ] |
| Döntő                 | 2020. március 7.  | szombat 20:00 | 3 296 000      | 844 982        | +5%                            | 13 102 013       | -18,8%                         | 2 024 736                    | [ 15 ] |

## Visszatérő előadók
| Előadó            | Előző év(ek)                                     |
| ----------------- | ------------------------------------------------ |
| Albin Johnsén     | 2016                                             |
| Alvaro Estrella   | 2014                                             |
| Anis Don Demina   | 2019                                             |
| Anna Bergendahl   | 2010, 2019                                       |
| Dotter            | 2018                                             |
| Ellen Benediktson | 2014, 2015                                       |
| Felix Sandman     | 2017 (a FO&O tagjaként), 2018                    |
| Frida Öhrn        | 2004, 2009, 2013 (a Cookies 'N' Beans tagjaként) |
| Hanna Ferm        | 2019                                             |
| Linda Bengtzing   | 2005, 2006, 2008, 2011, 2014, 2016               |
| Malou Prytz       | 2019                                             |
| Mariette          | 2017, 2018                                       |
| Méndez            | 2018                                             |
| Mohombi           | 2005 (az Avalon tagjaként), 2019                 |
| Nanne Grönvall    | 1996 (a One More Time tagjaként), 2005           |
| Robin Bengtsson   | 2016, 2017                                       |
| Simon Peyron      | 2014 (az Outtrigger tagjaként)                   |
| Sonja Aldén       | 2006, 2007, 2012                                 |
| The Mamas         | 2019 (John Lundvik vokalistáiként)               |
| Thorsten Flinck   | 2012                                             |
| Victor Crone      | 2015                                             |

## Galéria
Elődöntősök

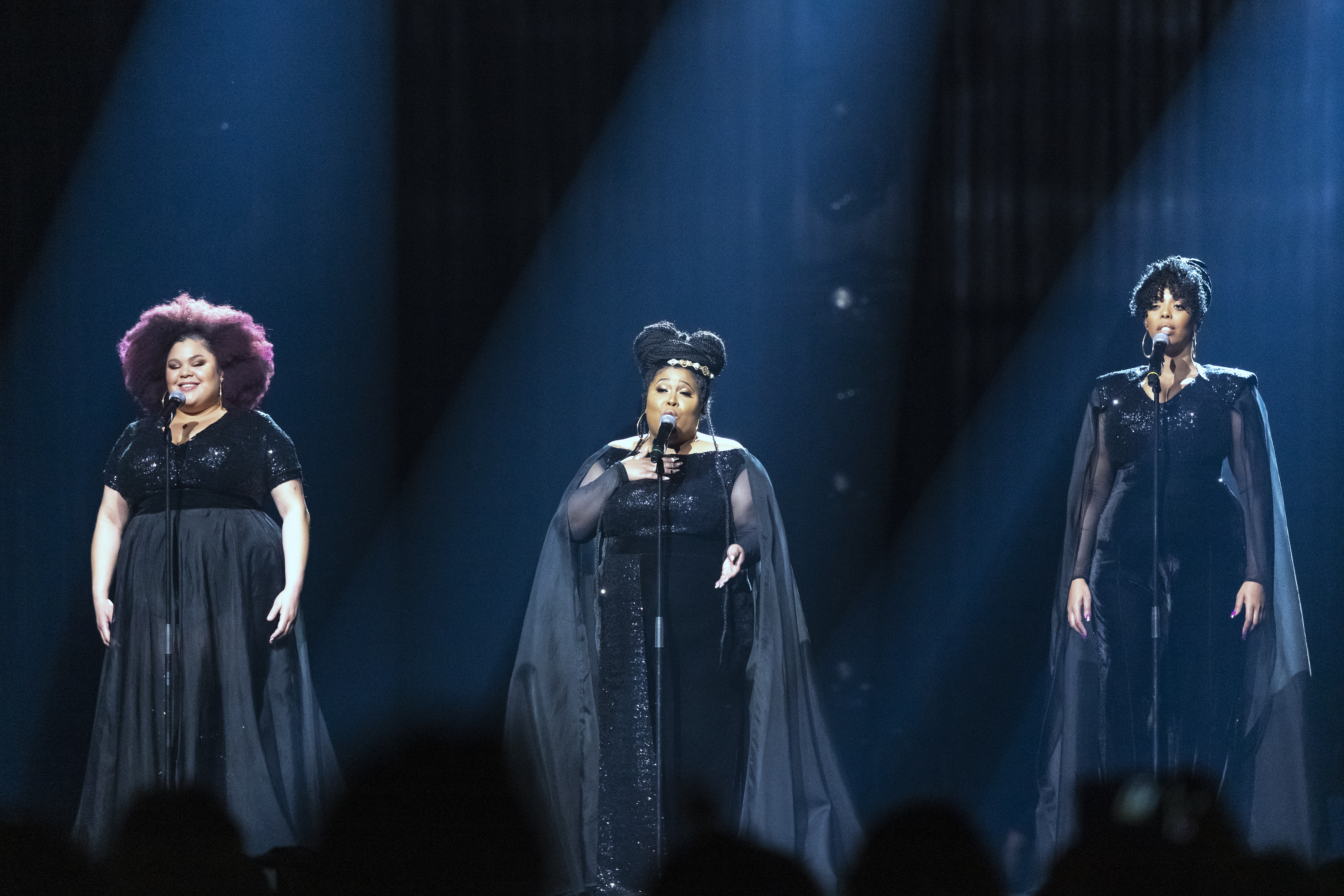
The Mamas
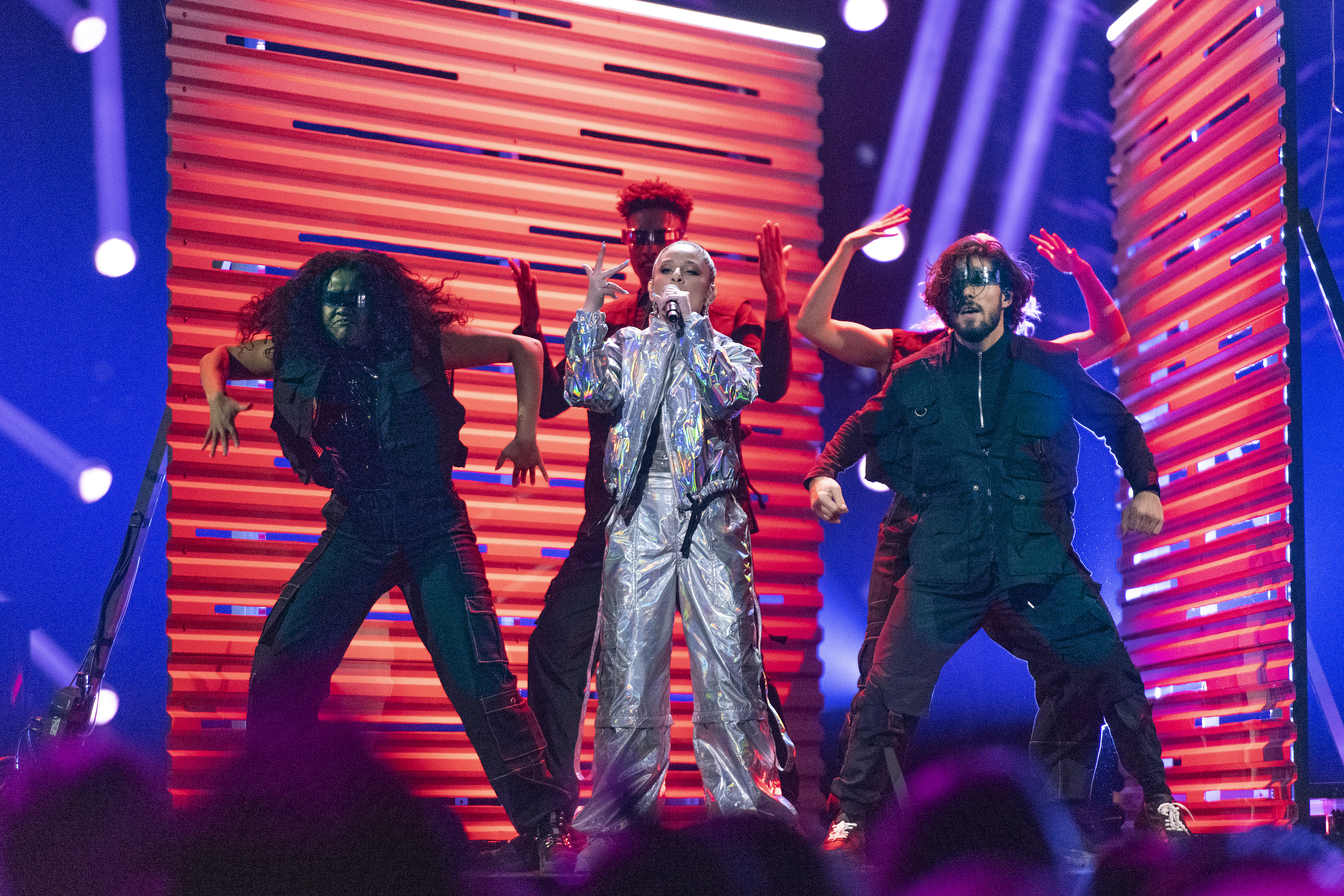
Suzi P
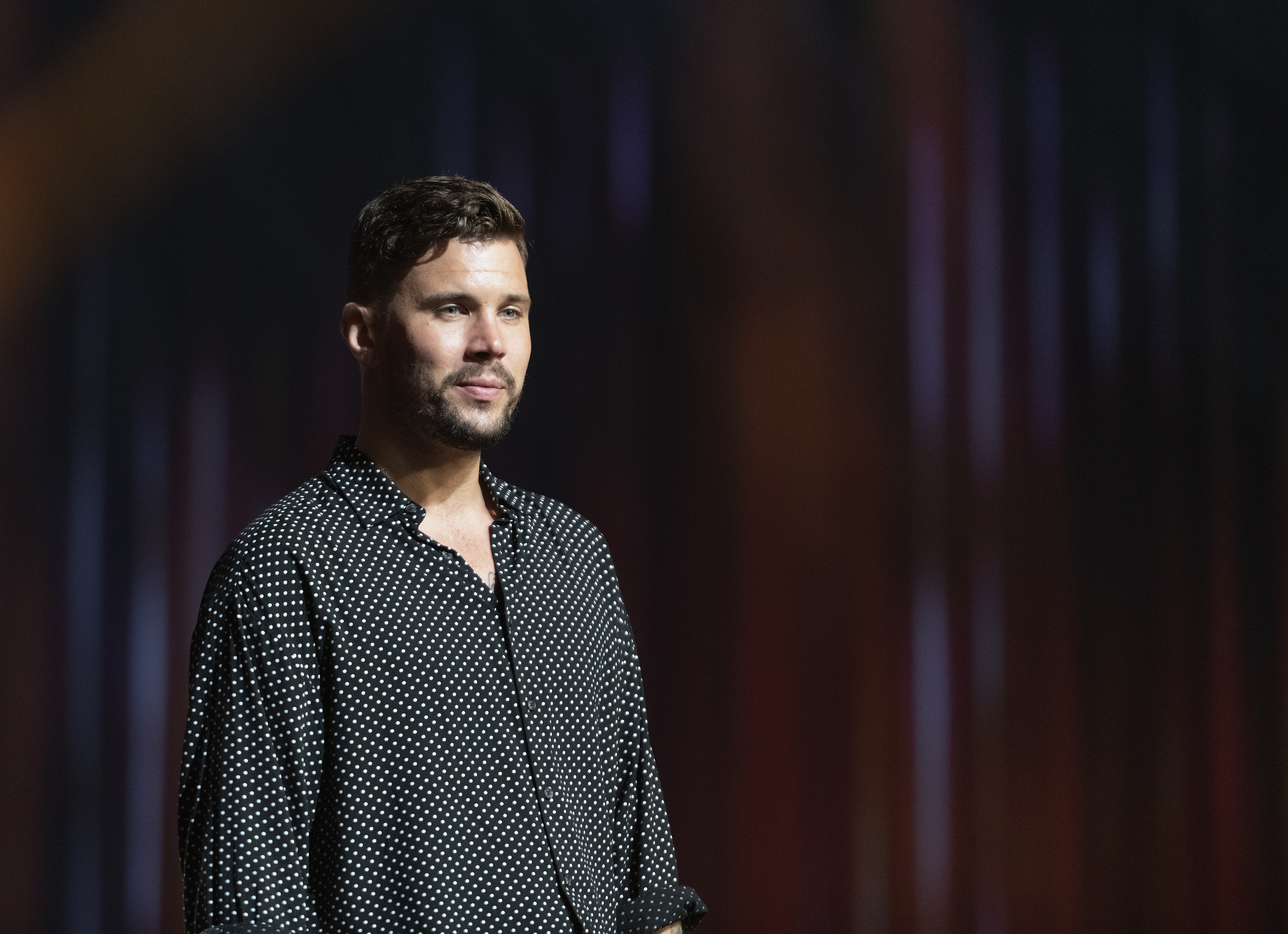
Robin Bengtsson
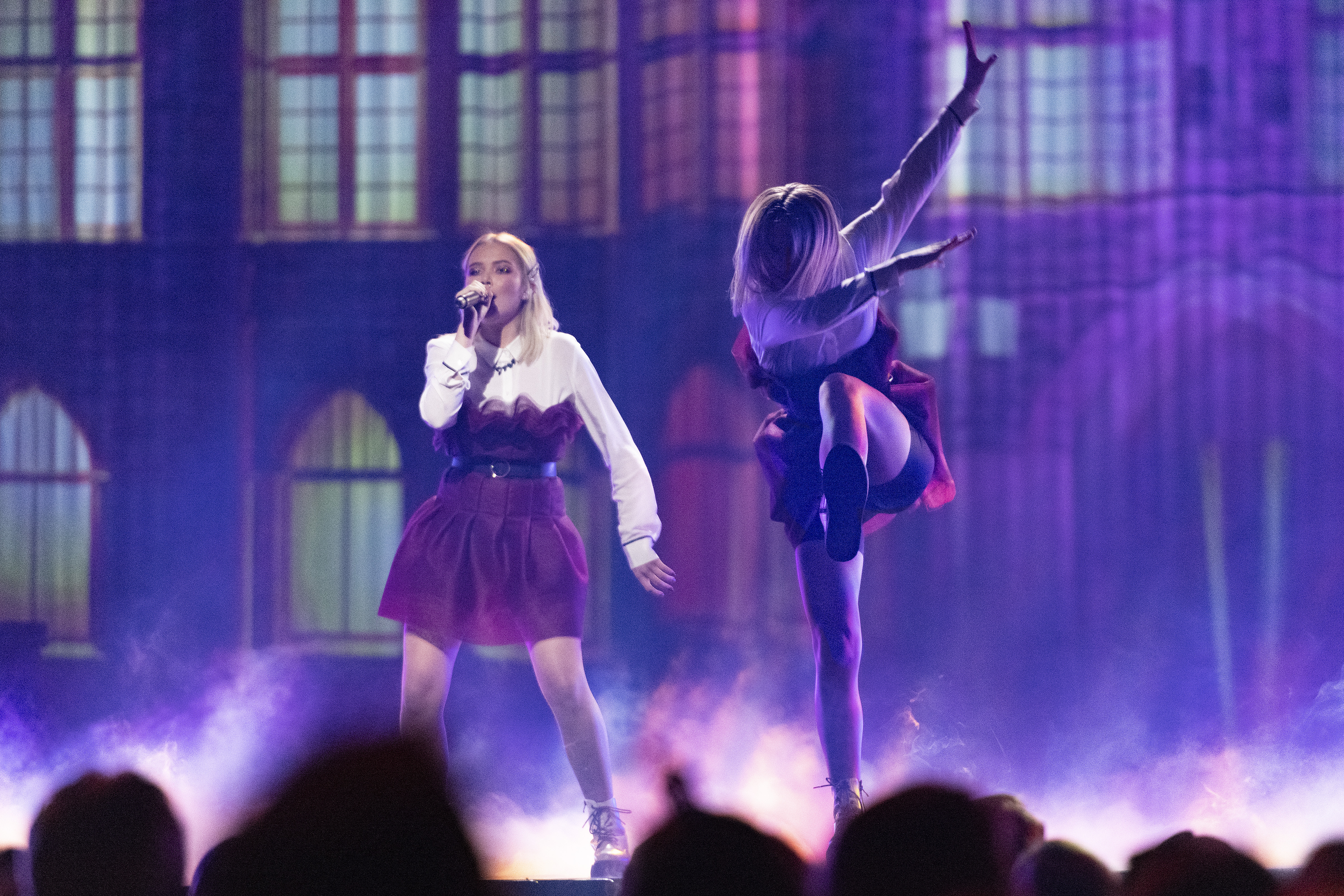
Malou Prytz
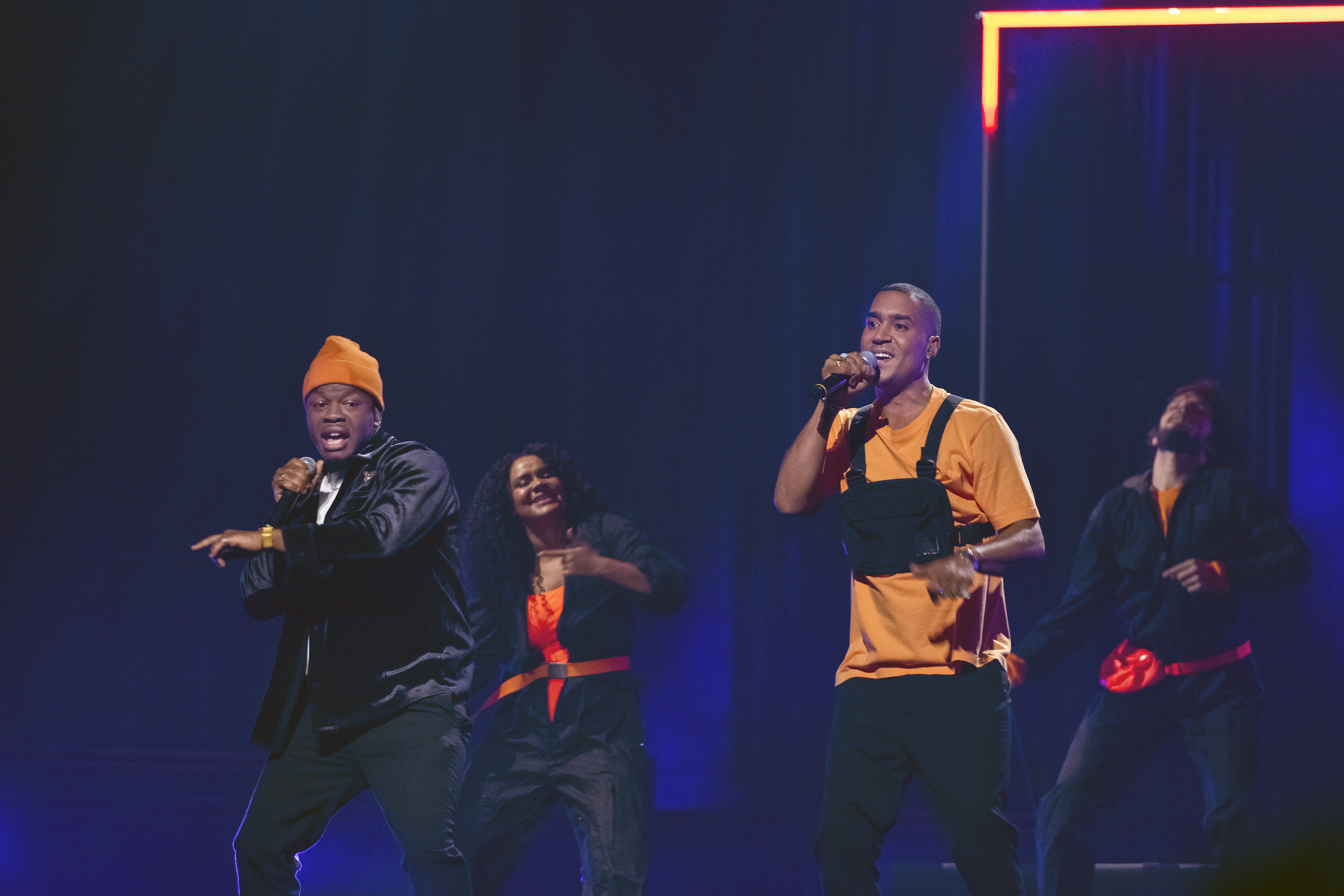
OVÖ
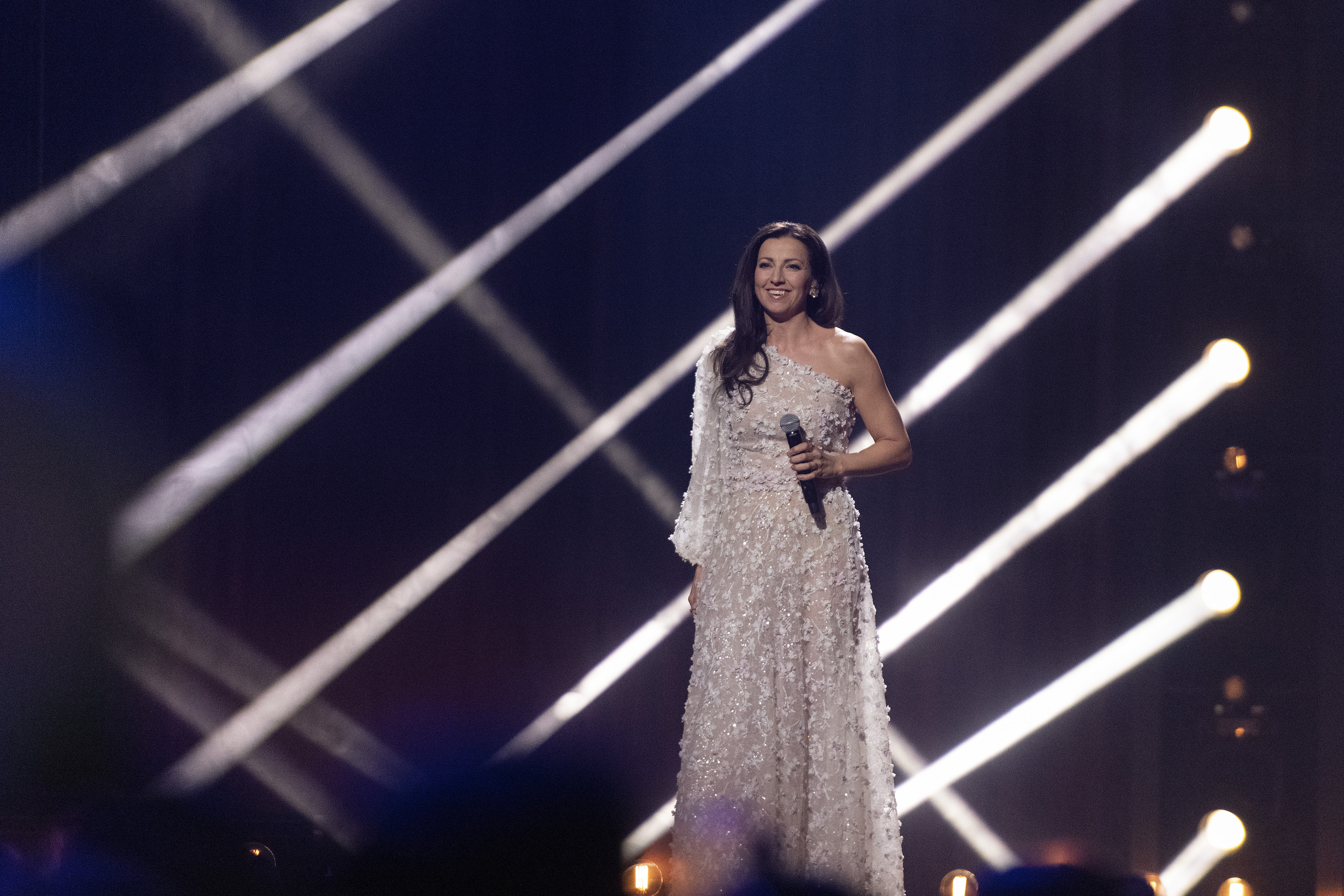
Sonja Aldén
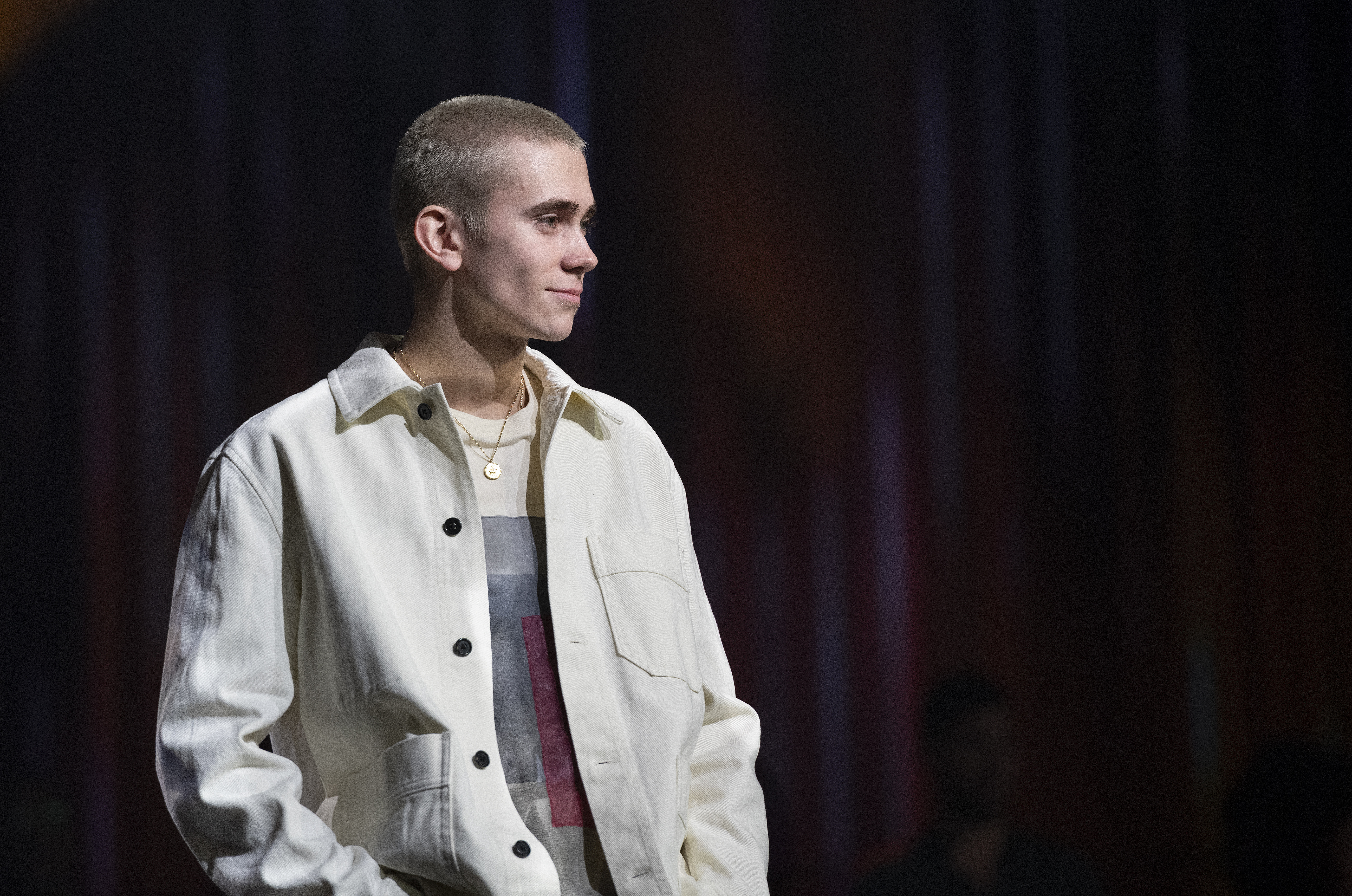
Felix Sandman
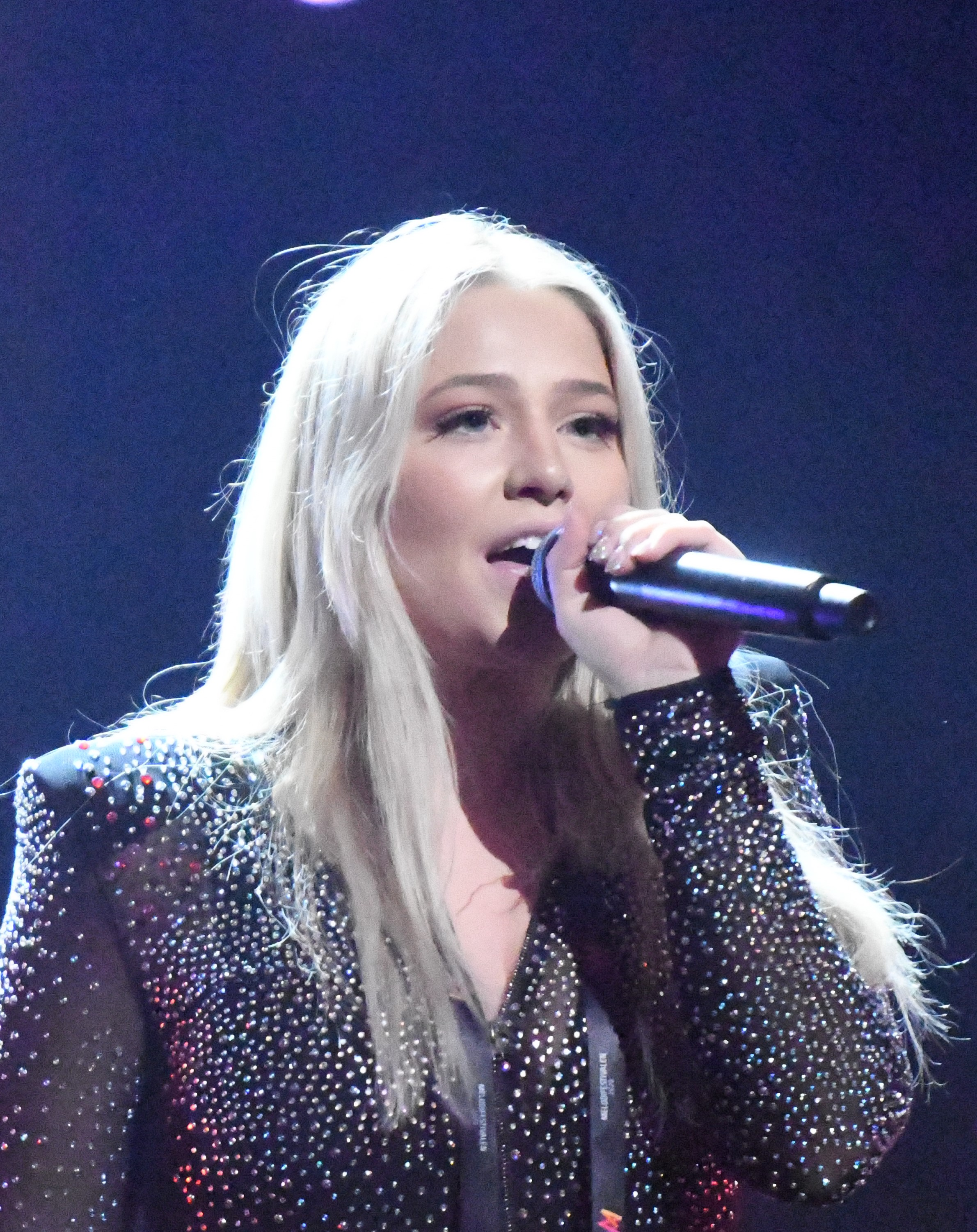
Klara Hammarström
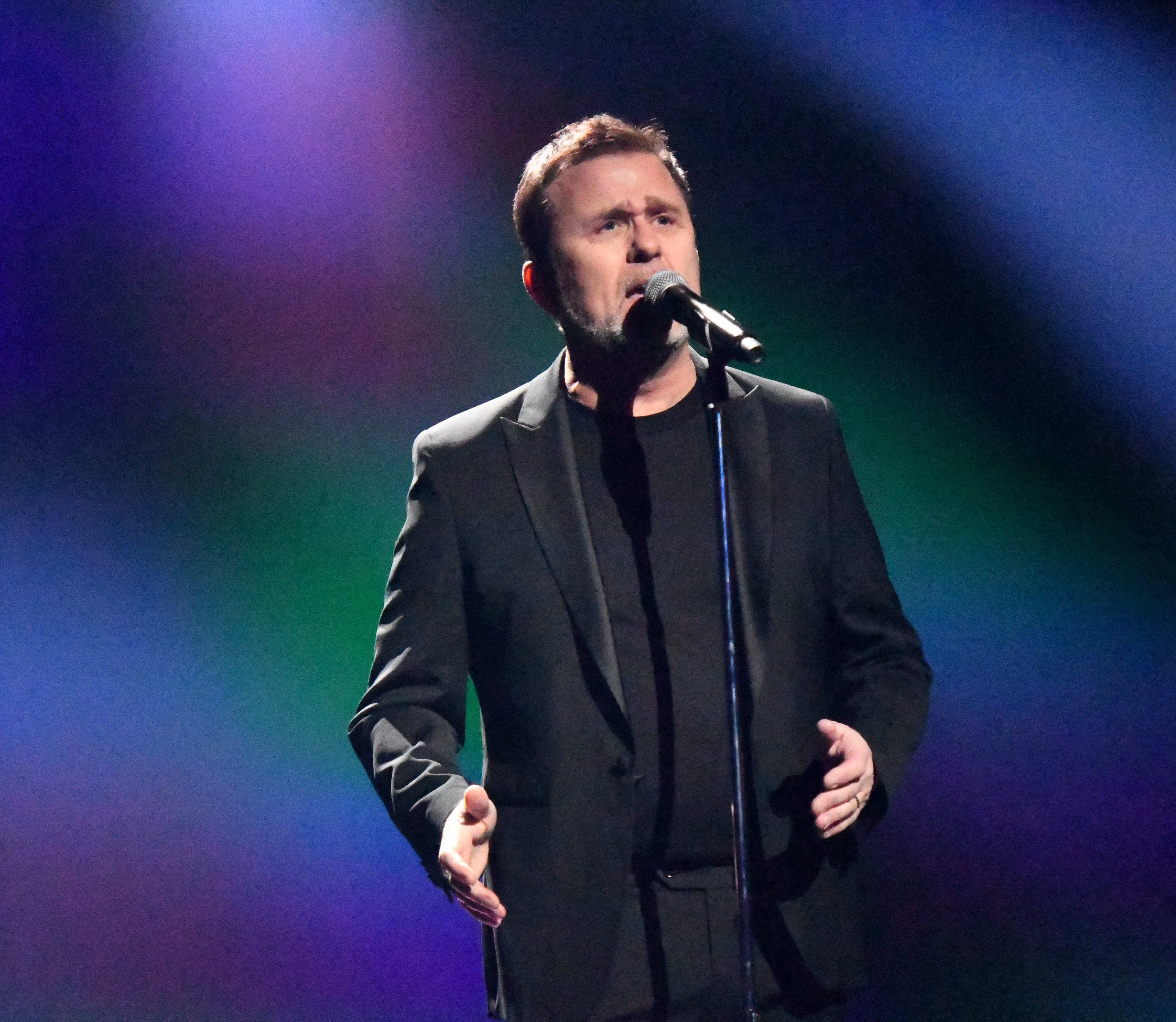
Jan Johansen
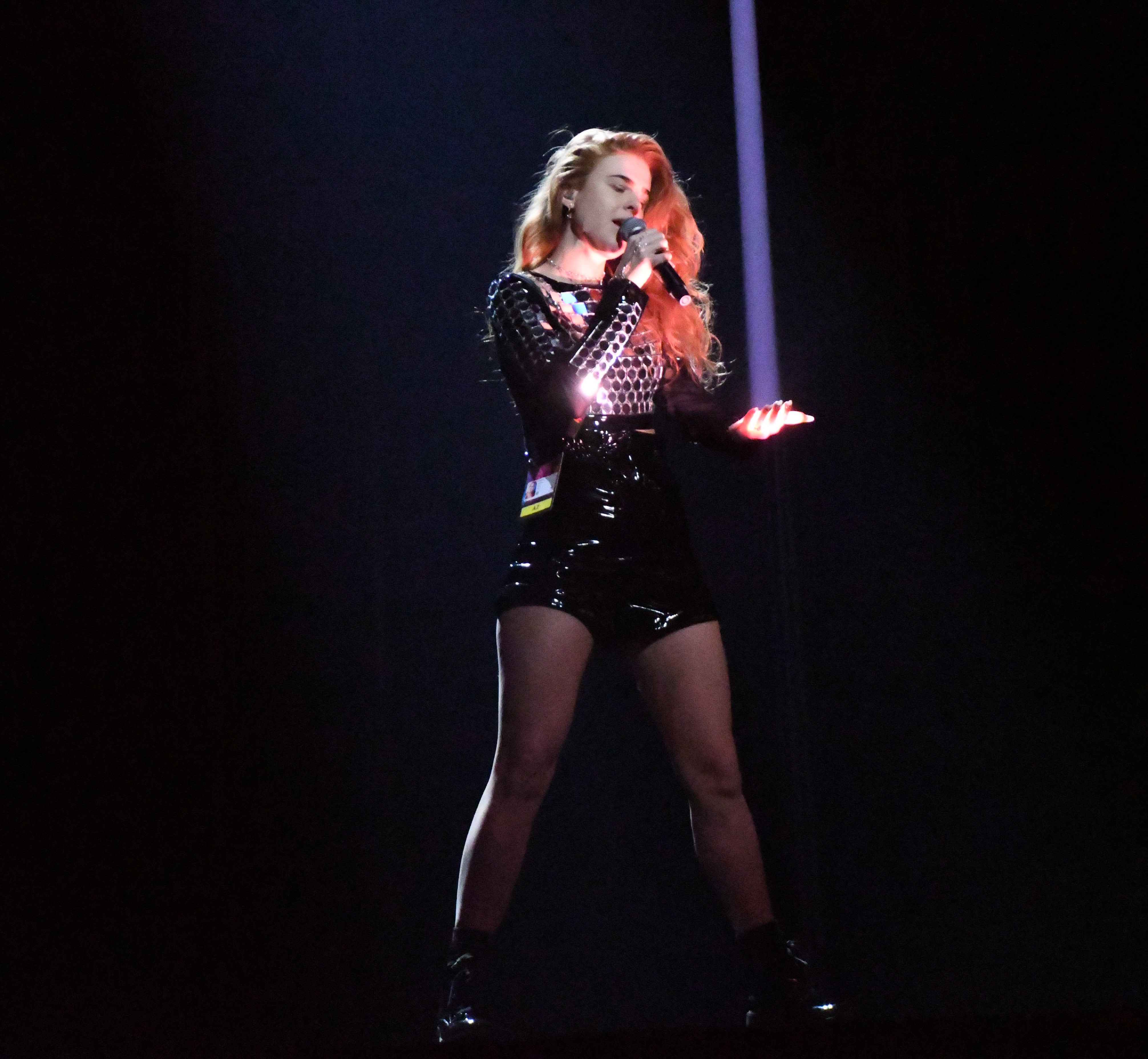
Dotter
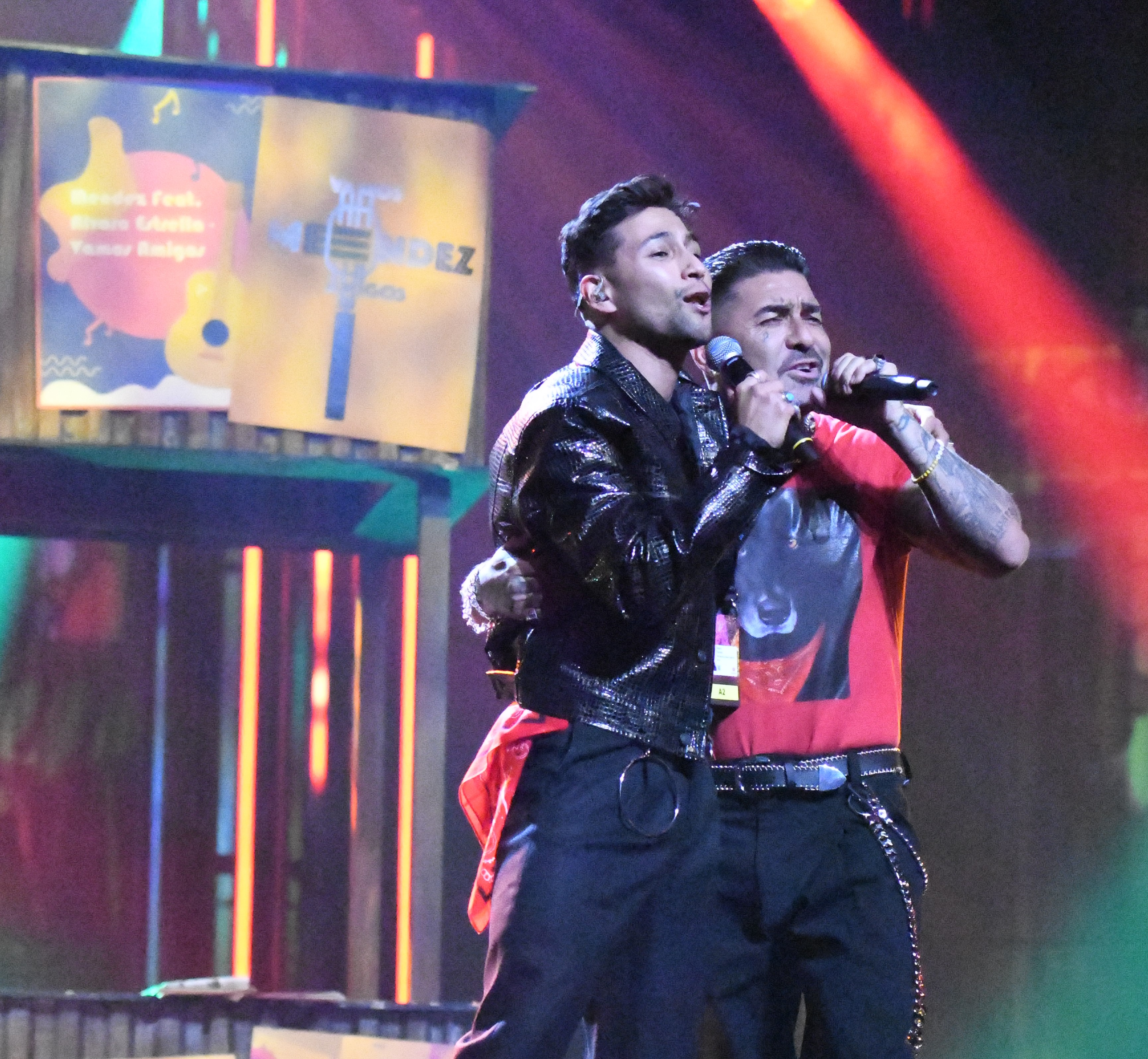
Mendez ft. Alvaro Estrella
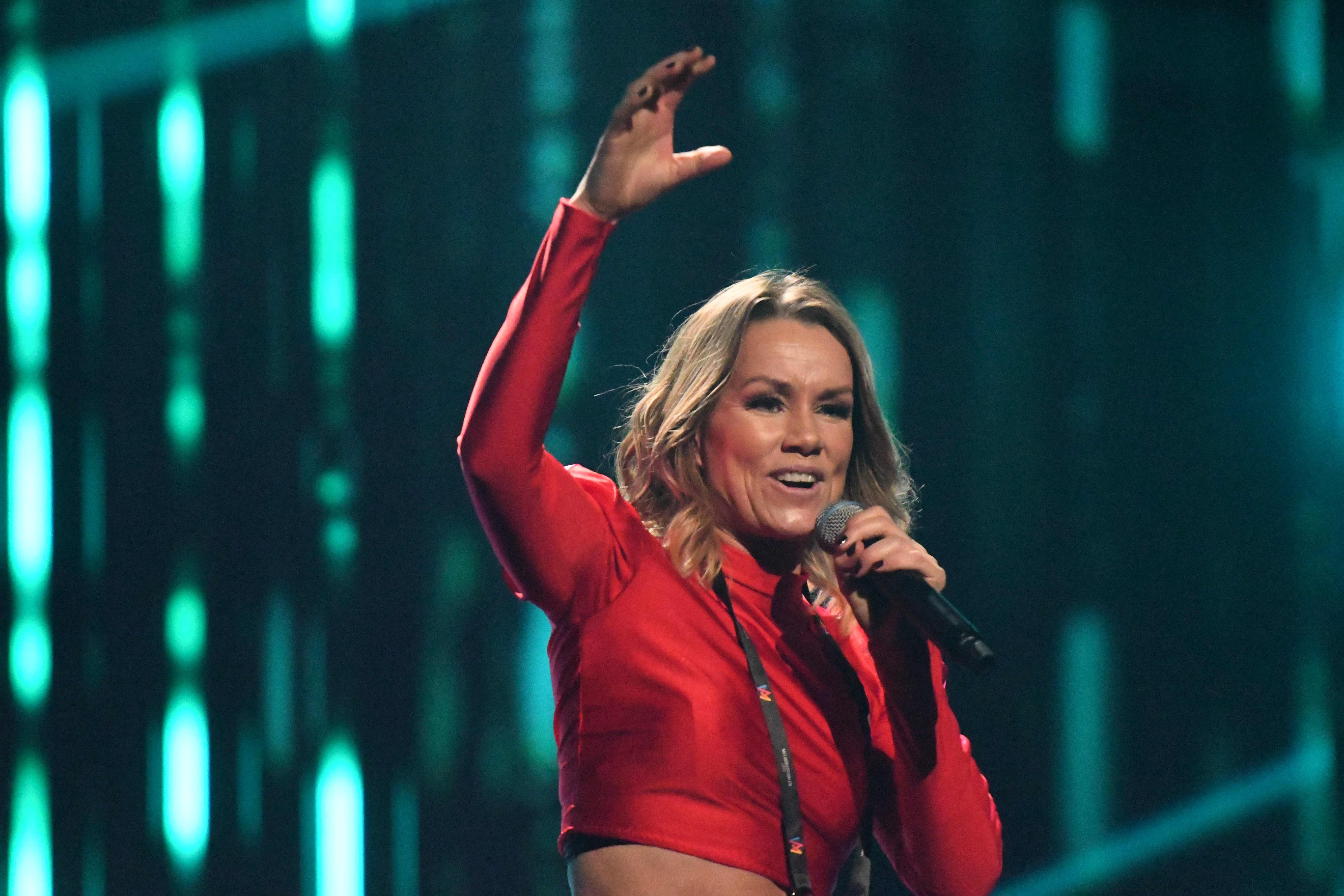
Linda Bengtzing
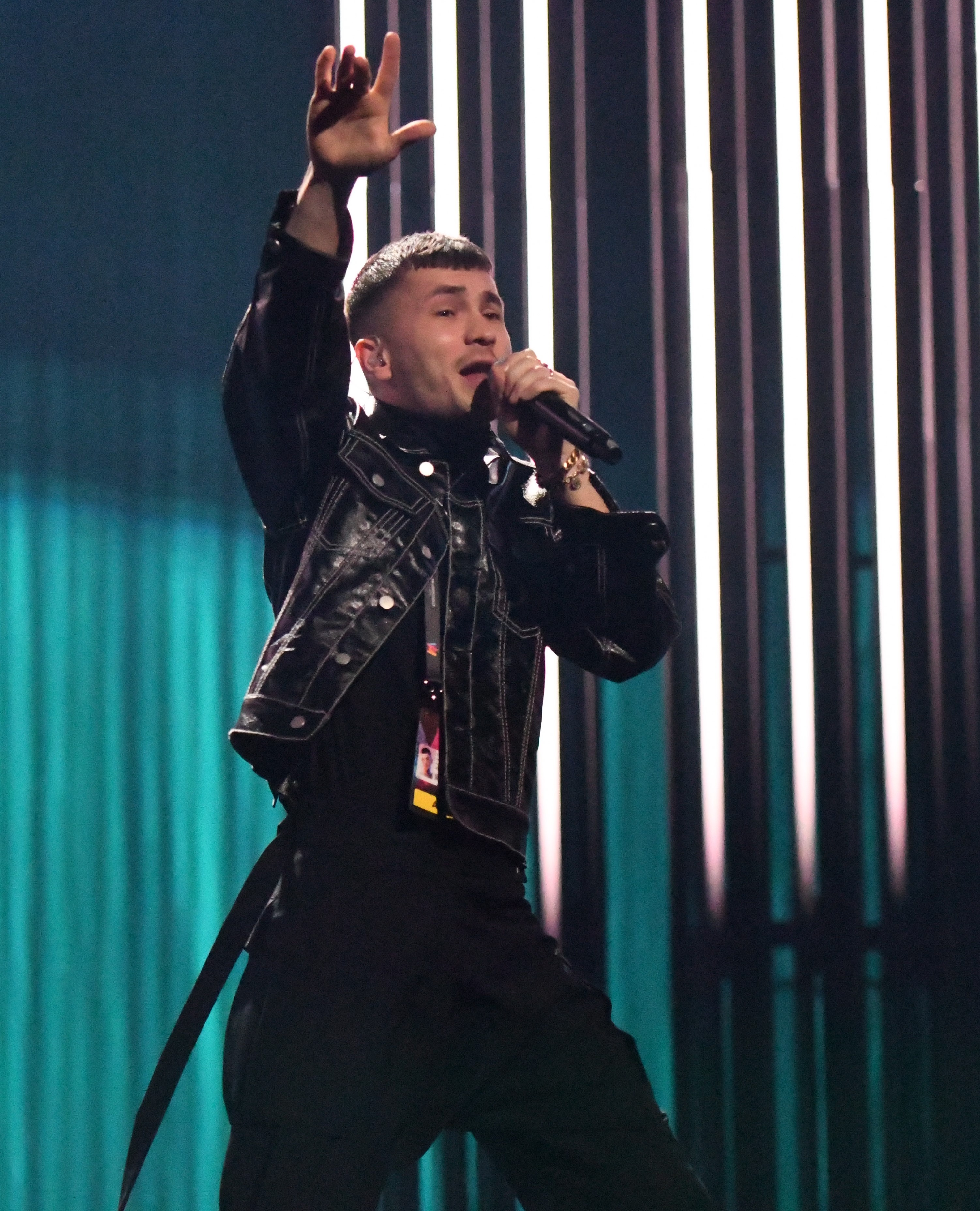
Paul Rey
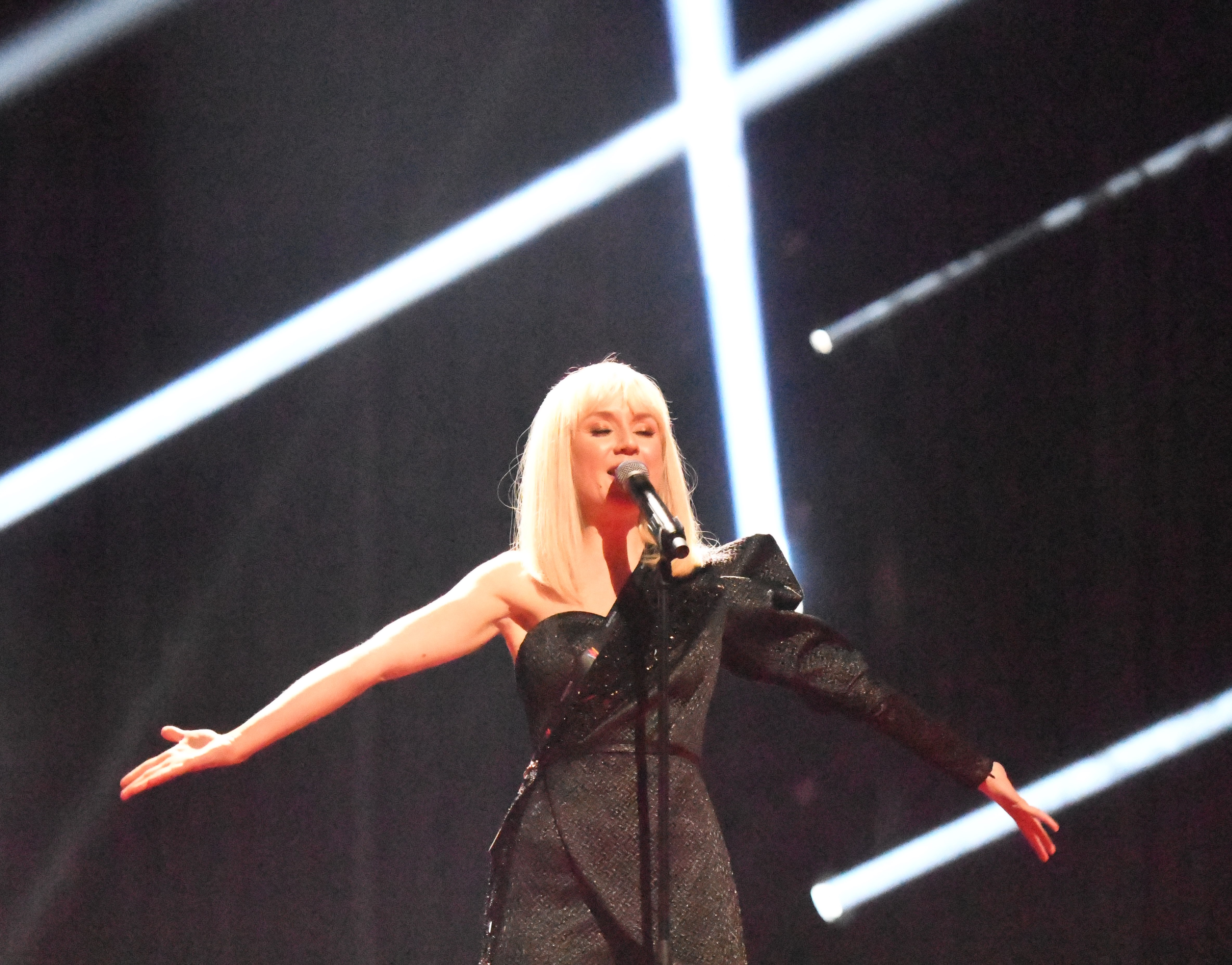
Anna Bergendahl
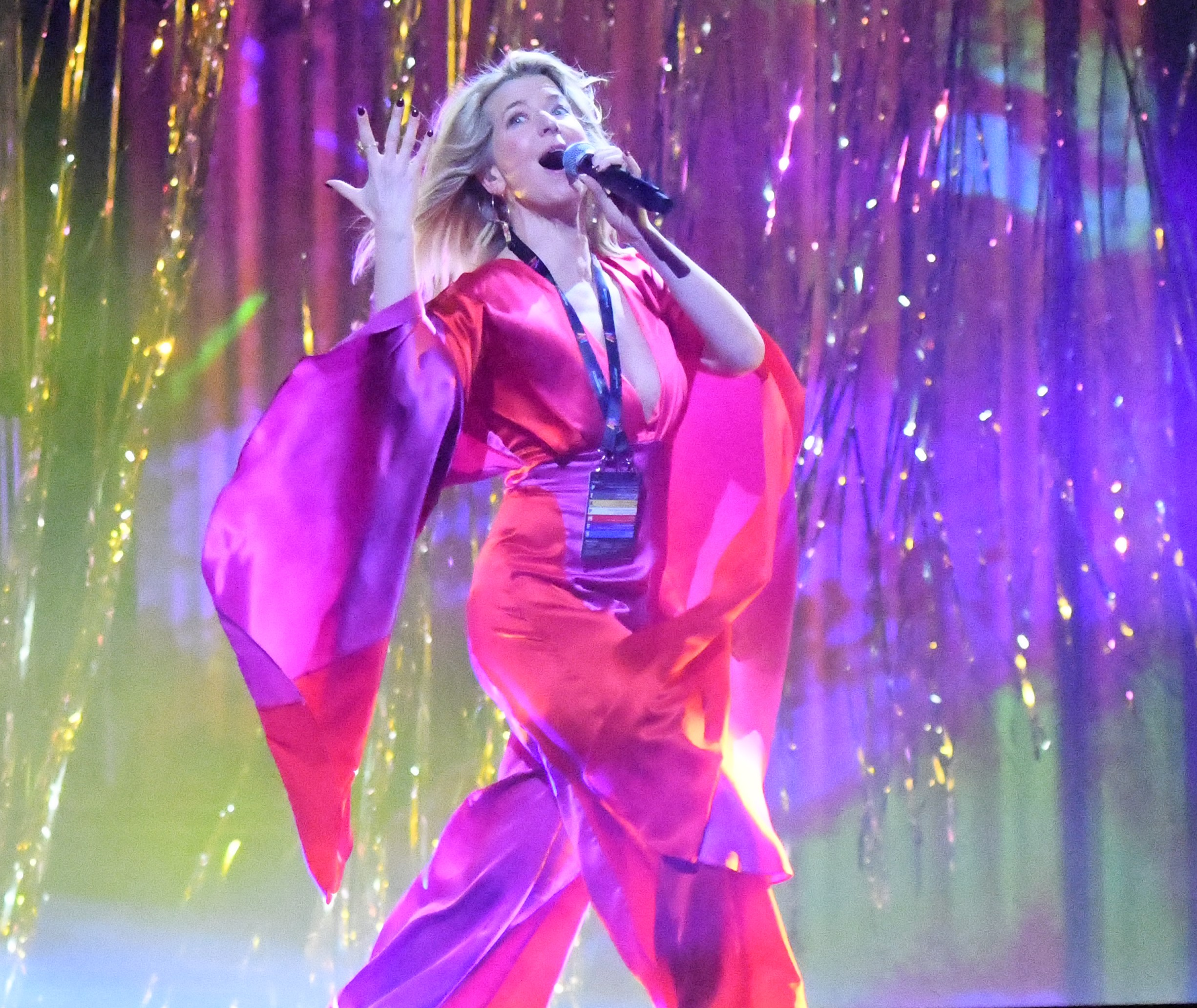
Frida Öhrn
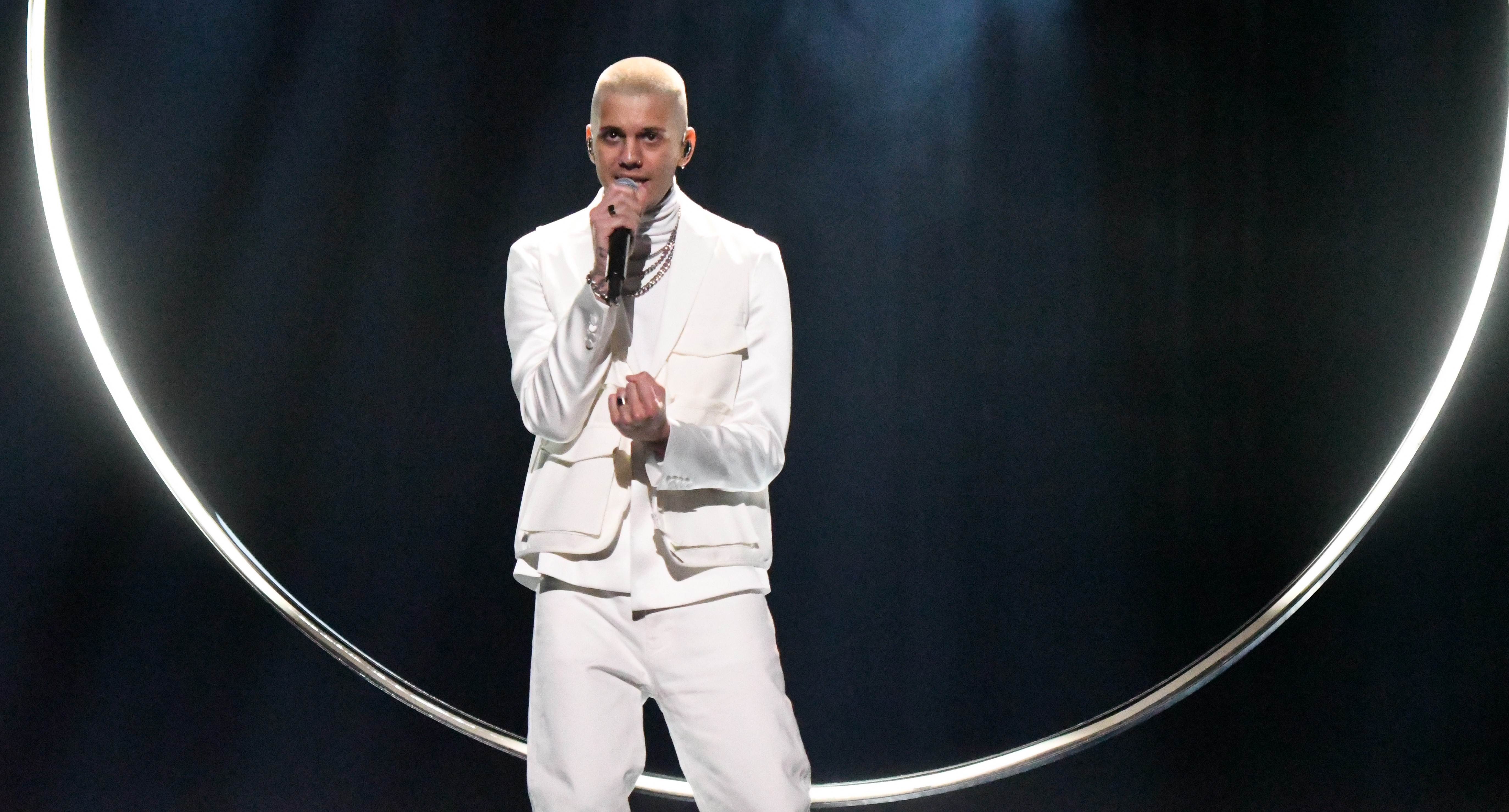
William Stridh
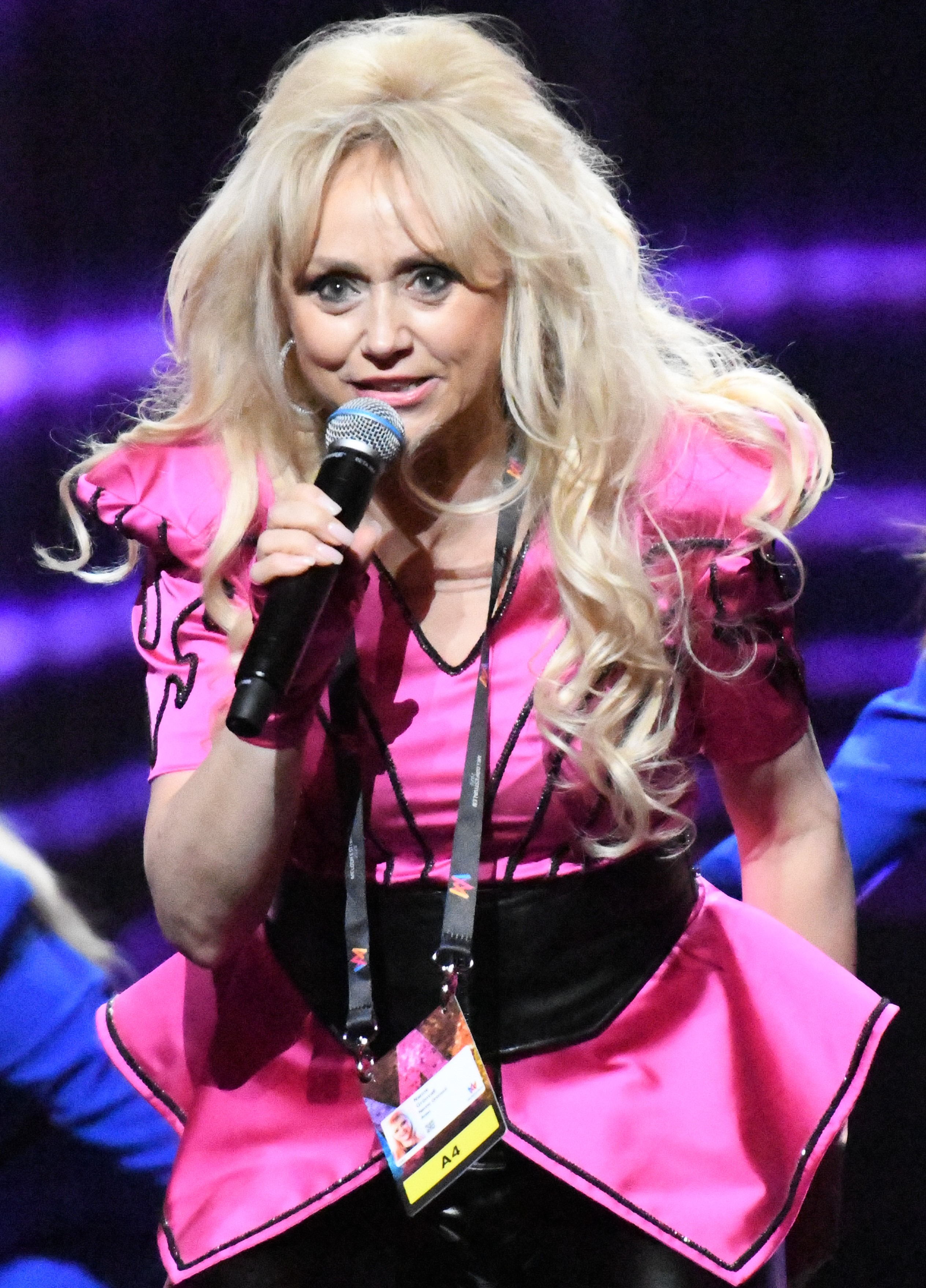
Nanne Grönvall
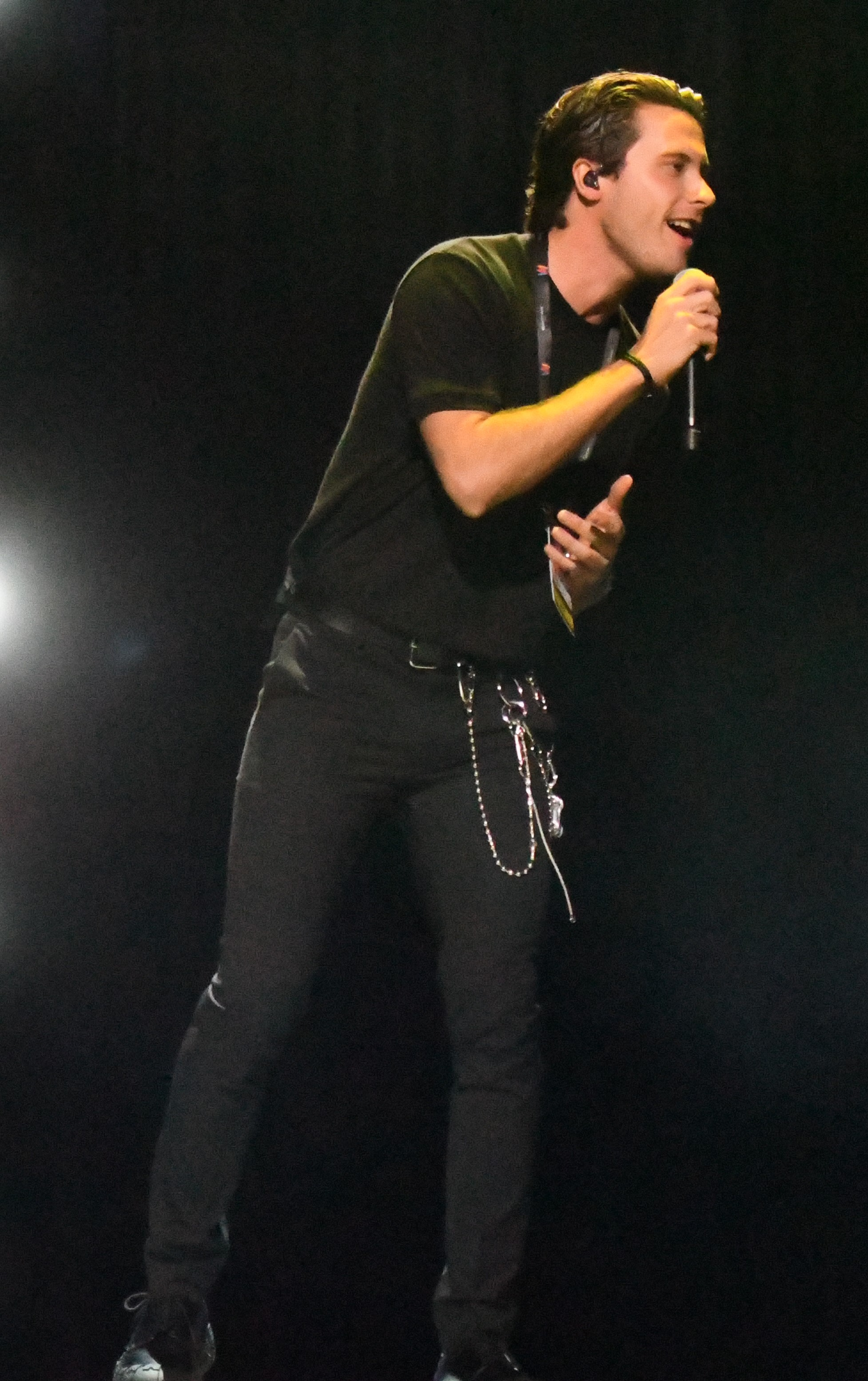
Victor Crone
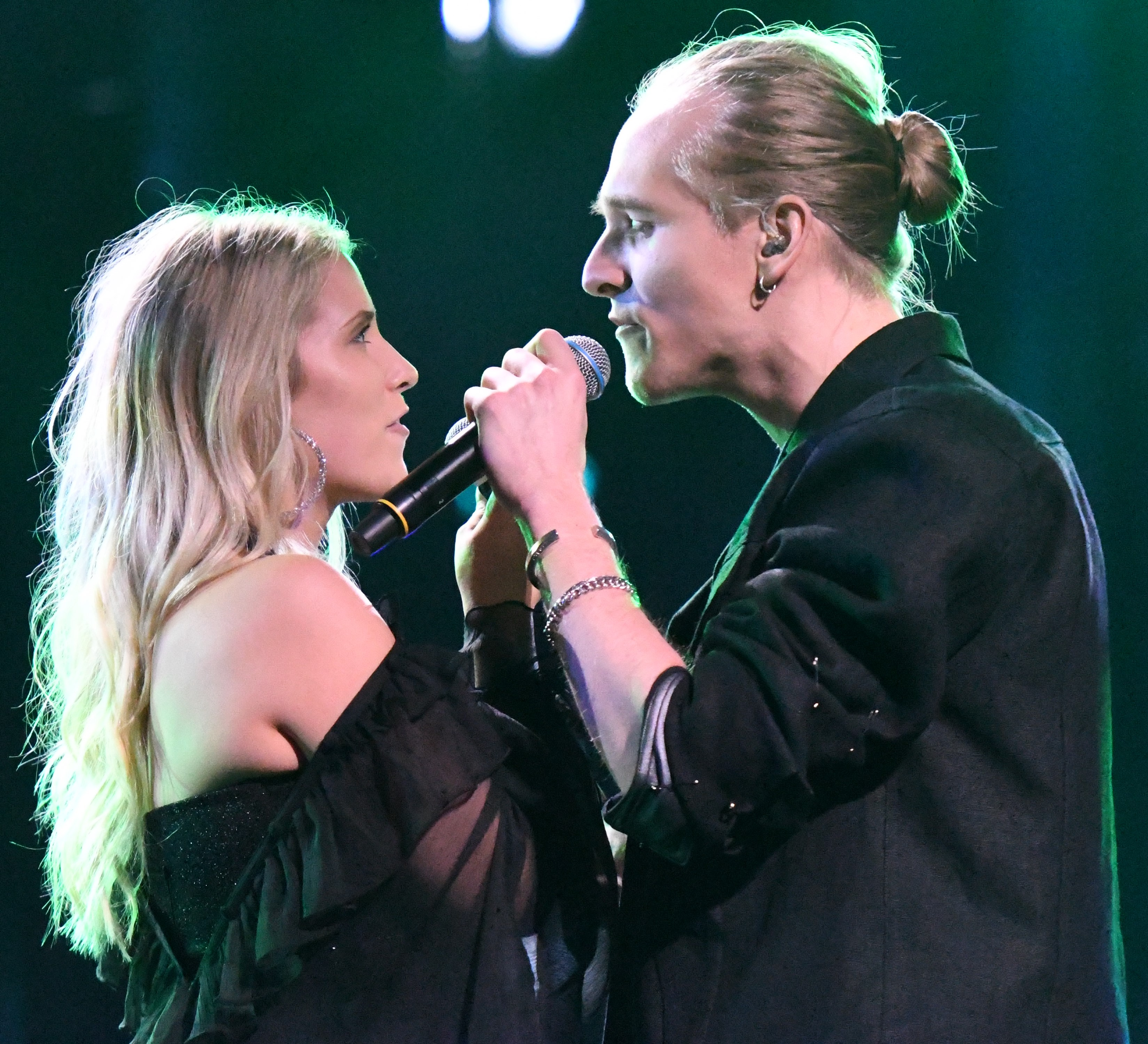
Ellen Benediktson és Simon Peyron
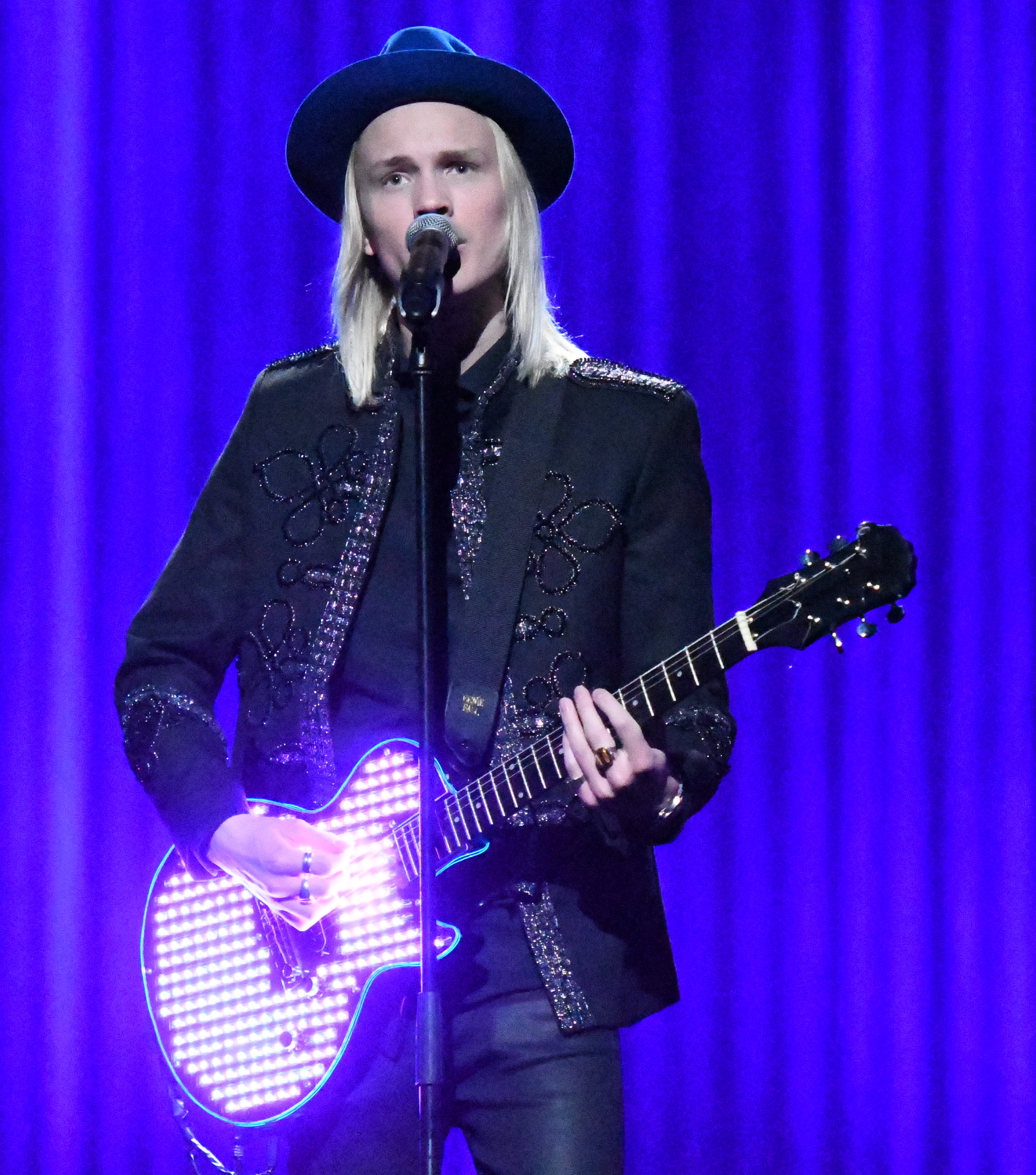
Jakob Karlberg
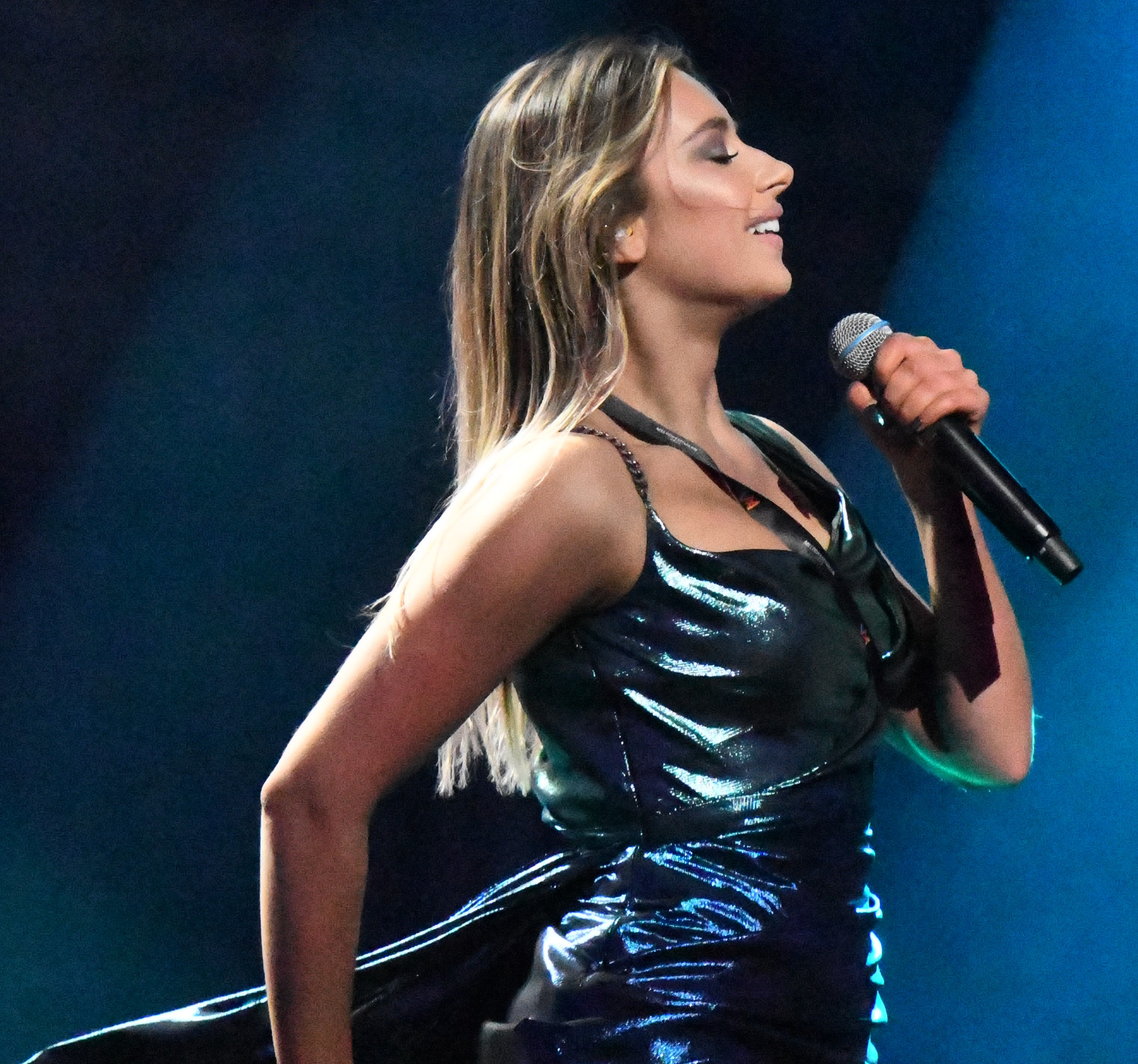
Hanna Ferm

Döntősök

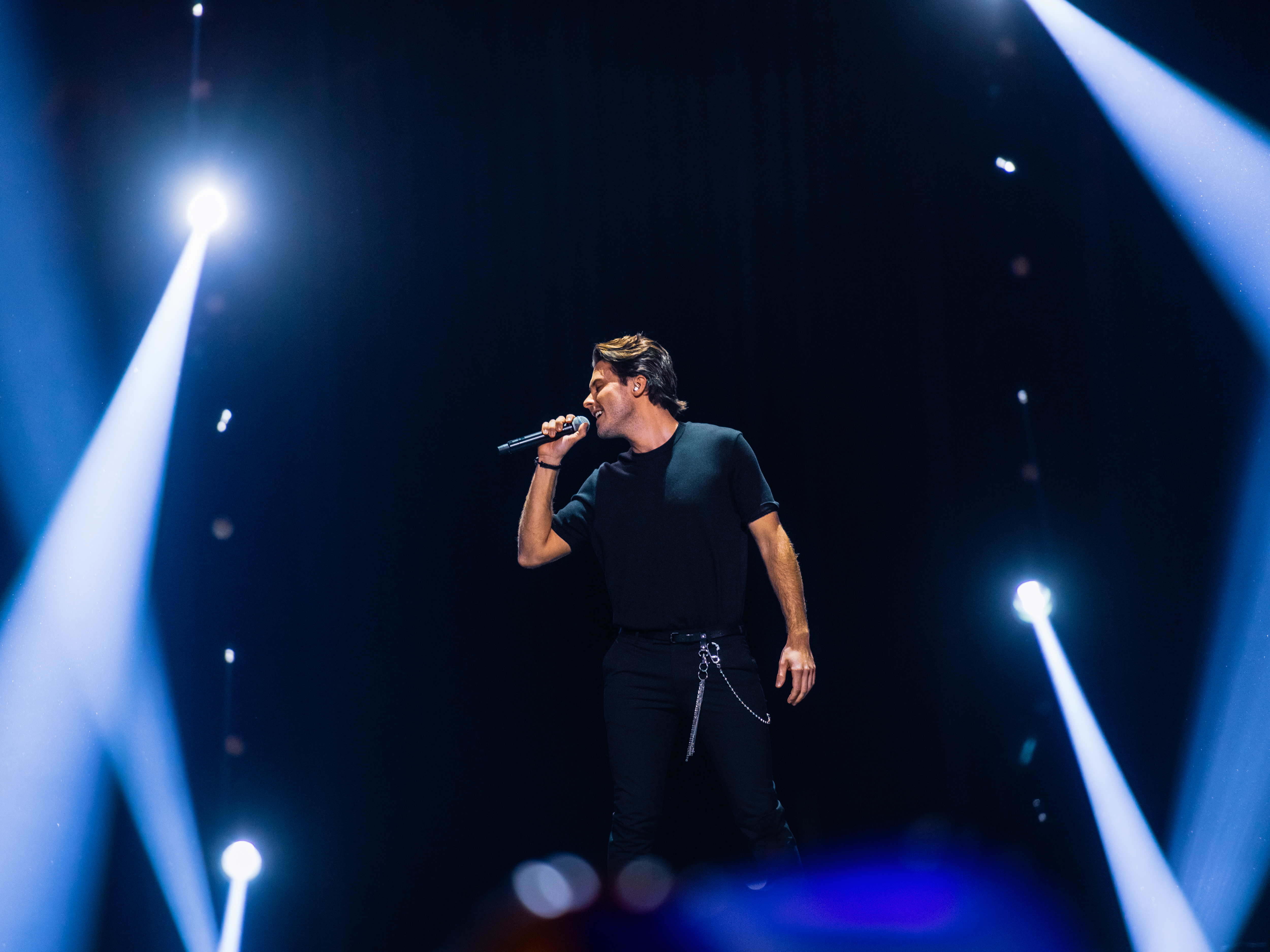
Victor Crone
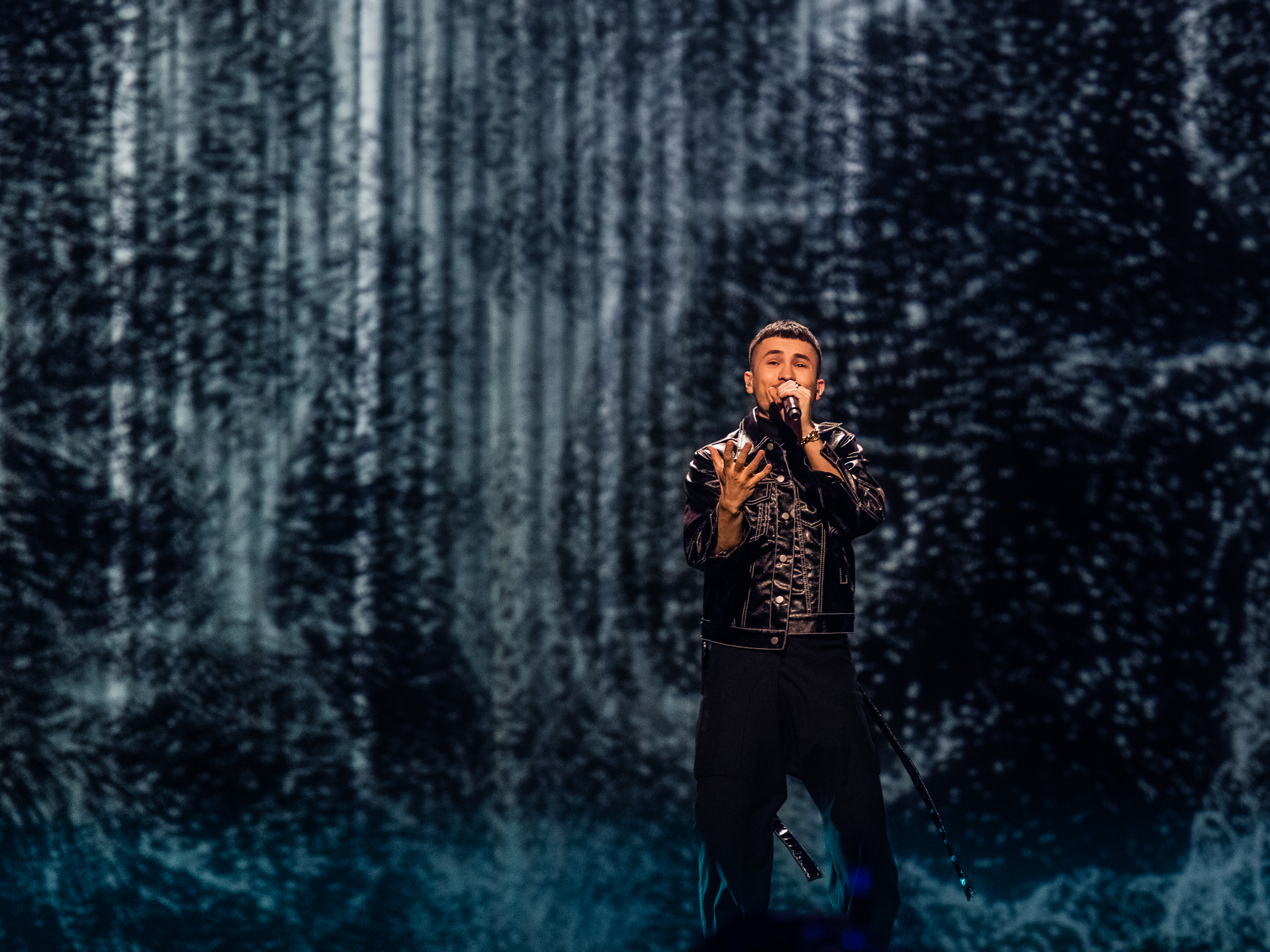
Paul Rey
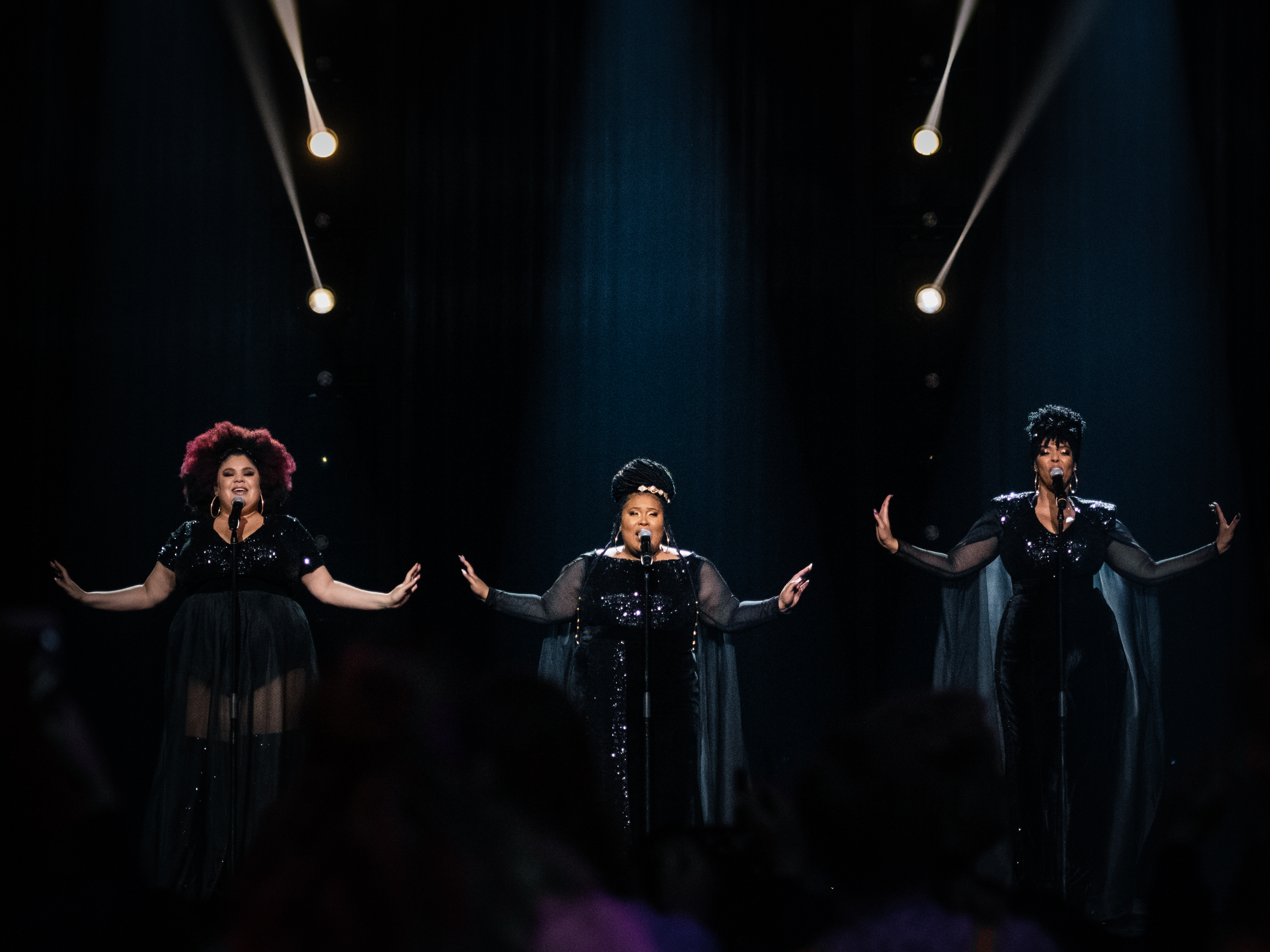
The Mamas
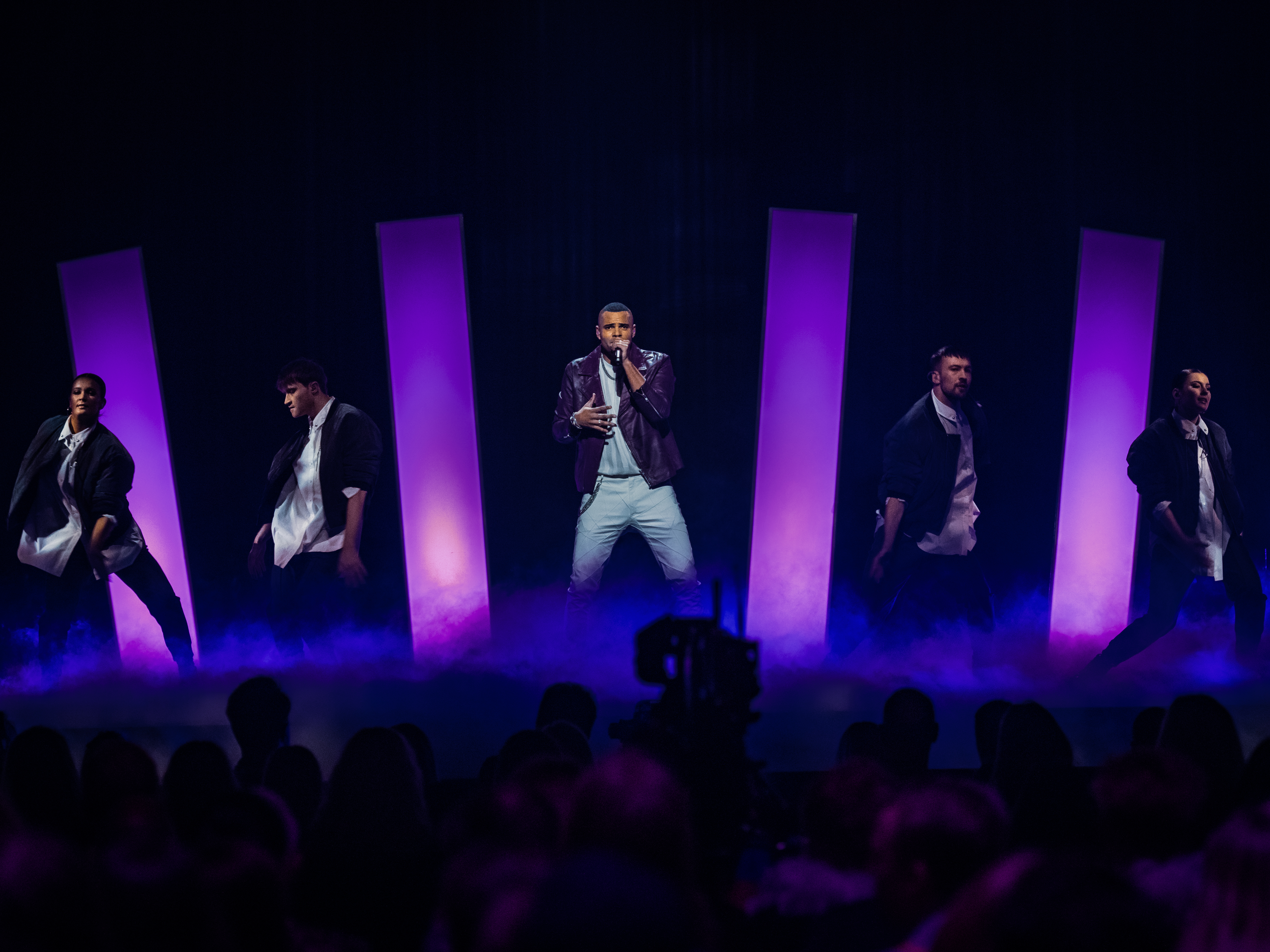
Mohombi
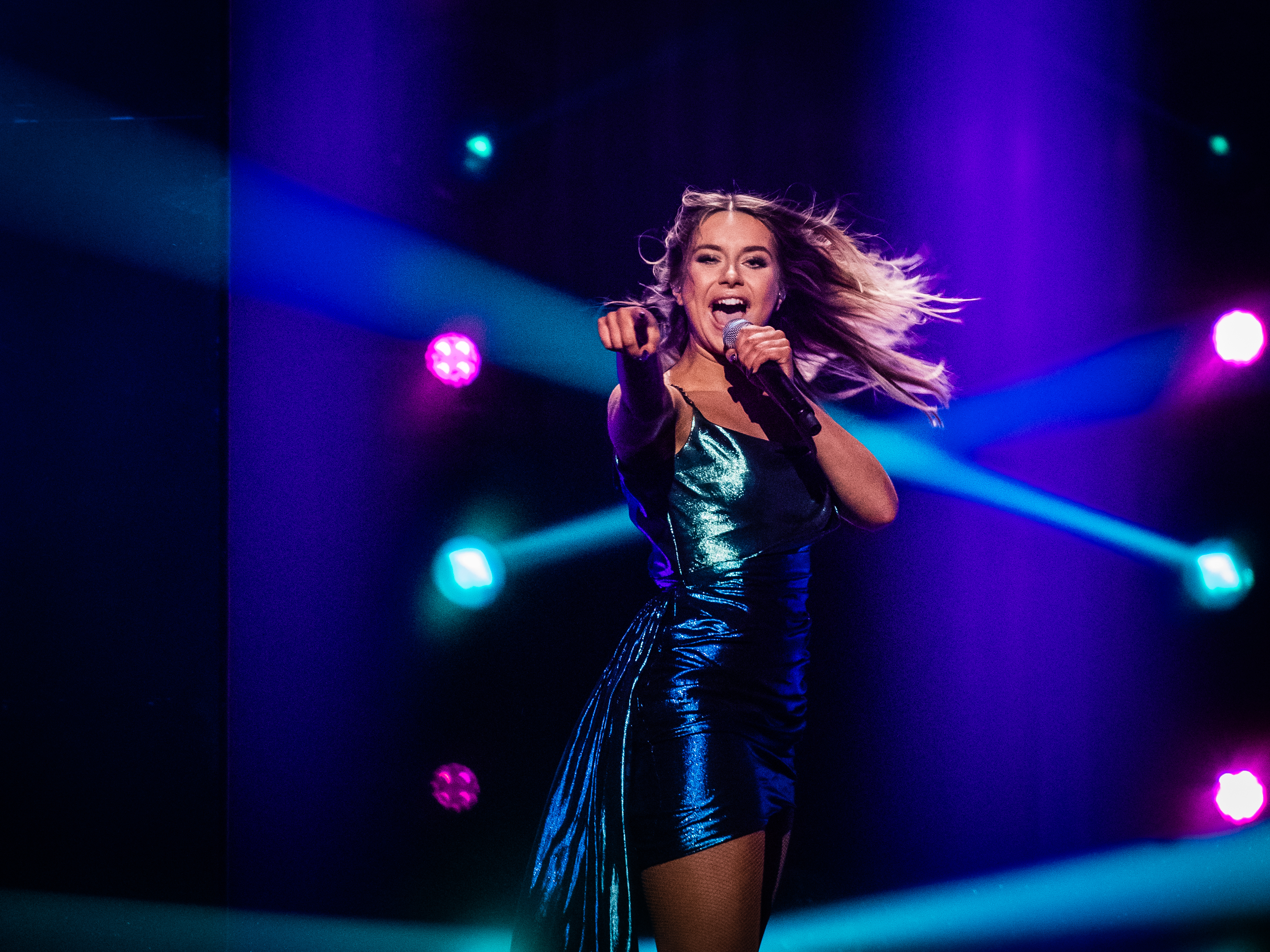
Hanna Ferm
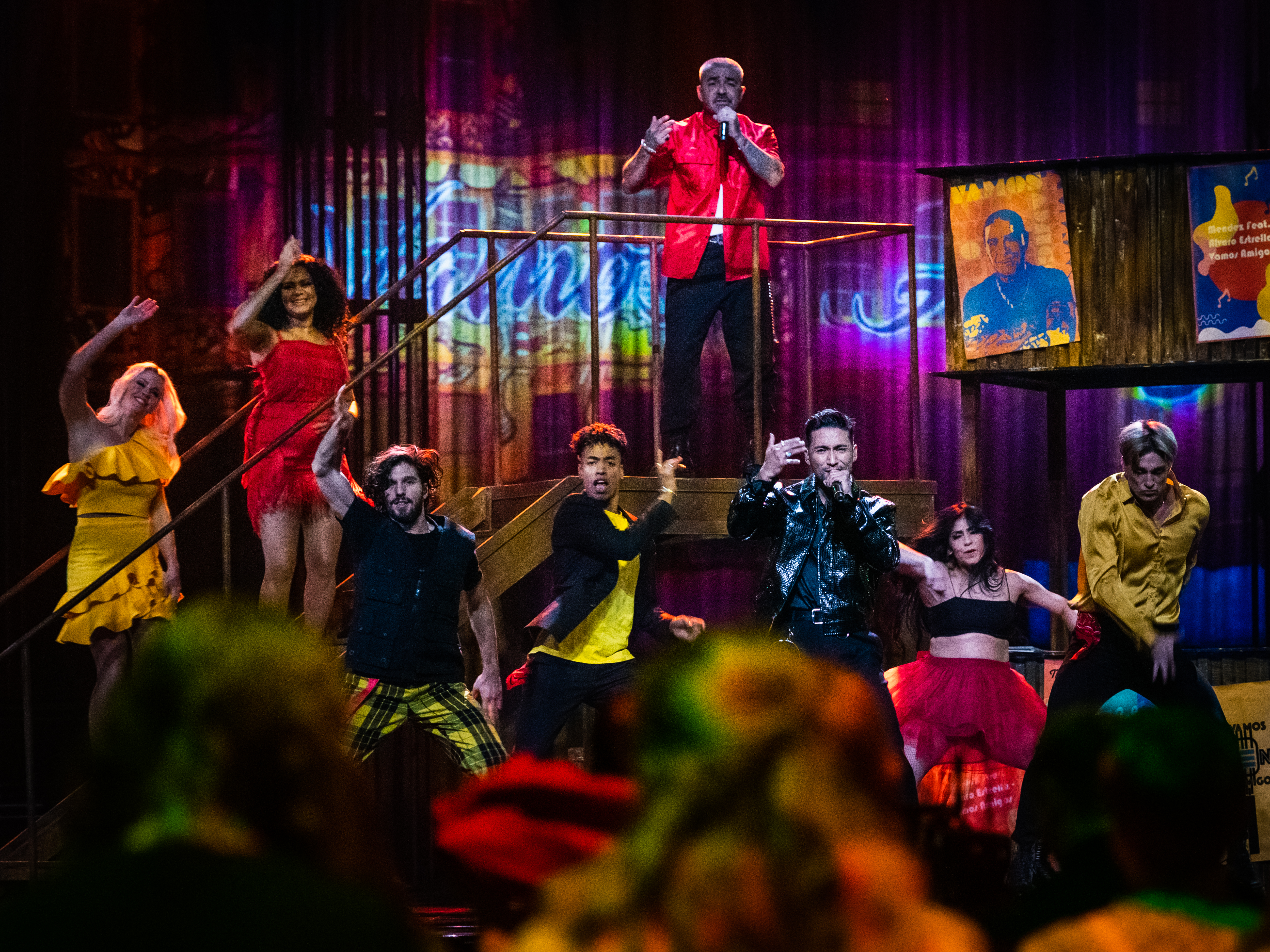
Méndez feat. Alvaro Estrella

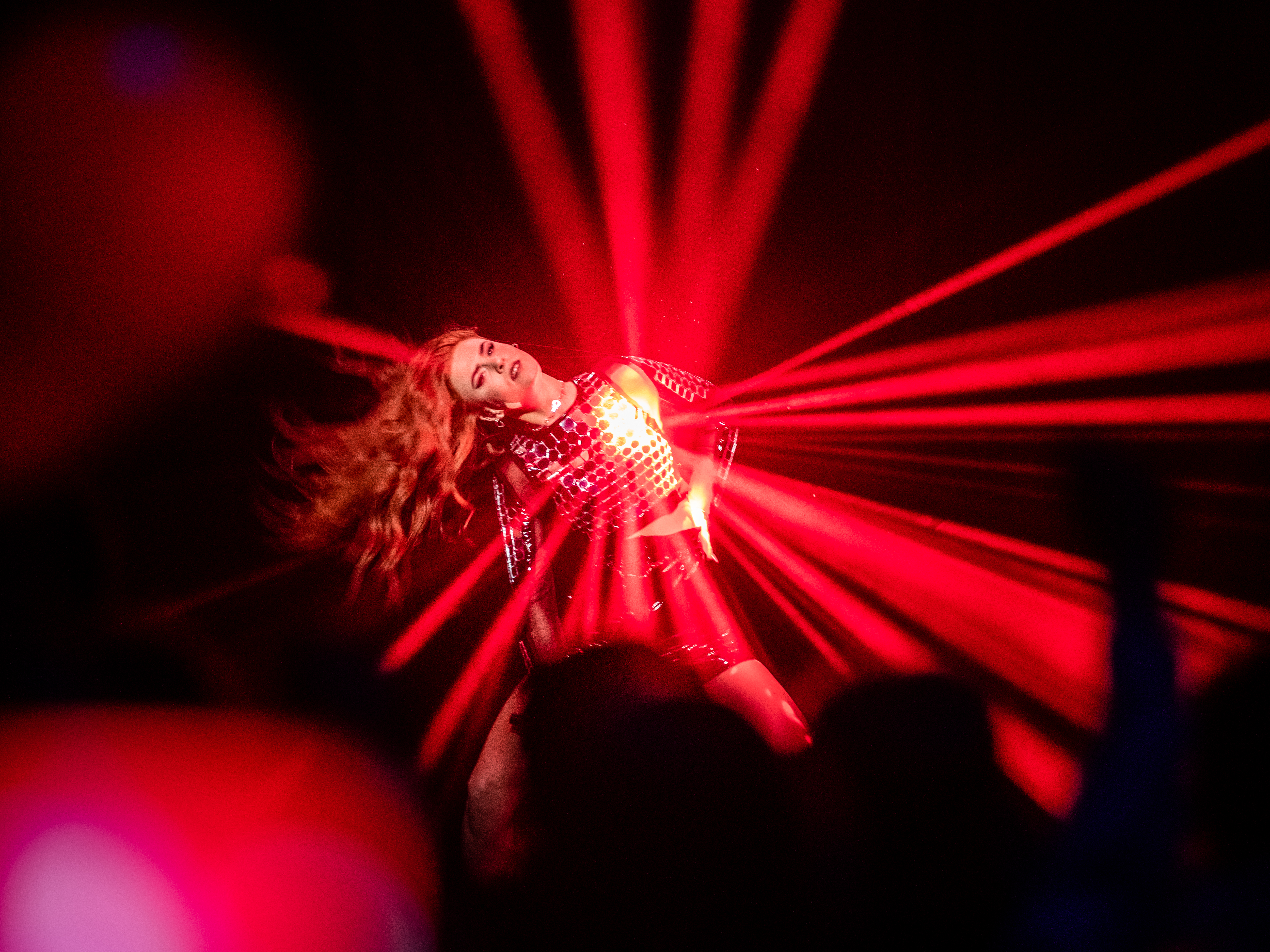
Dotter
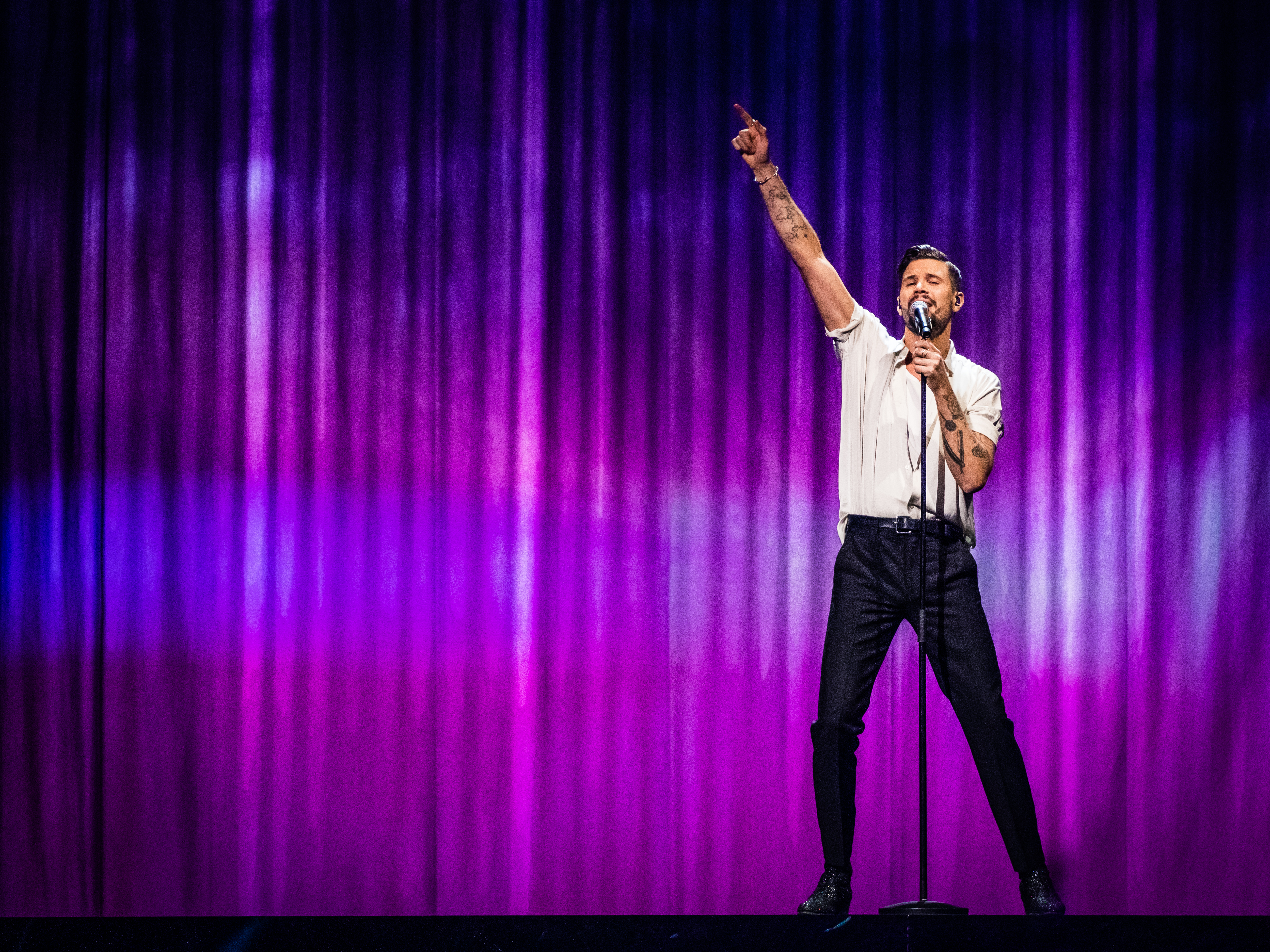
Robin Bengtsson
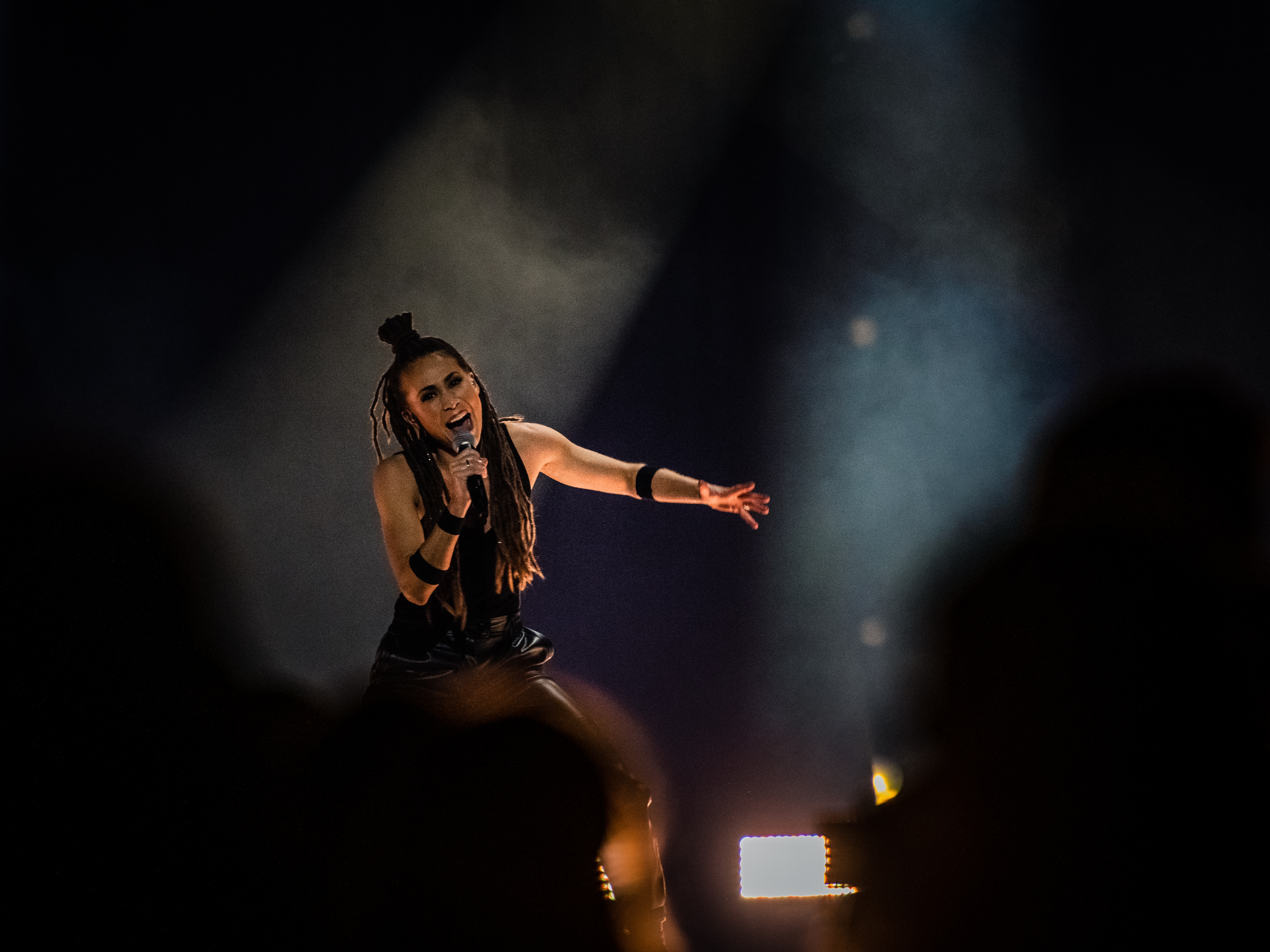
Mariette
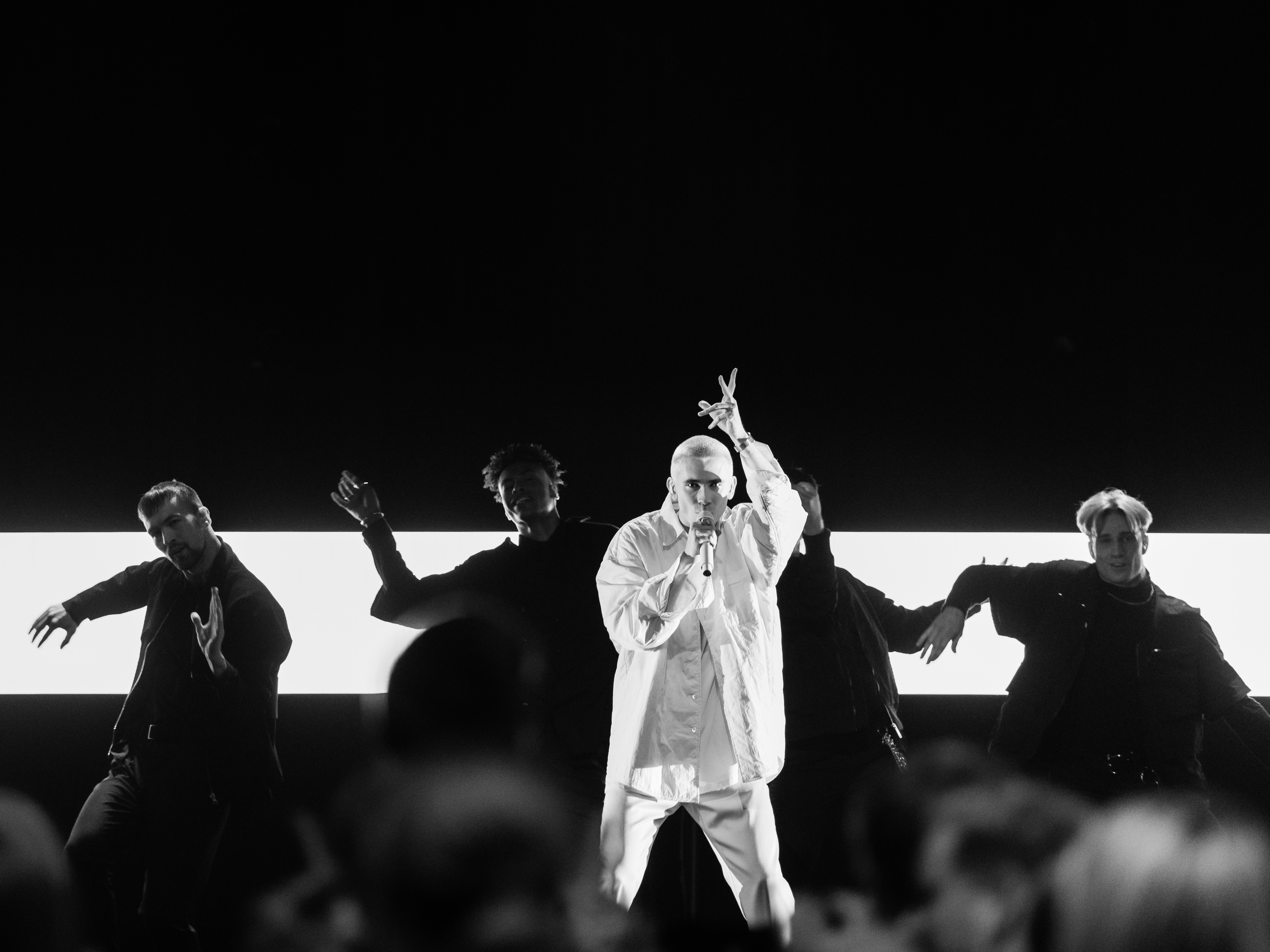
Felix Sandman
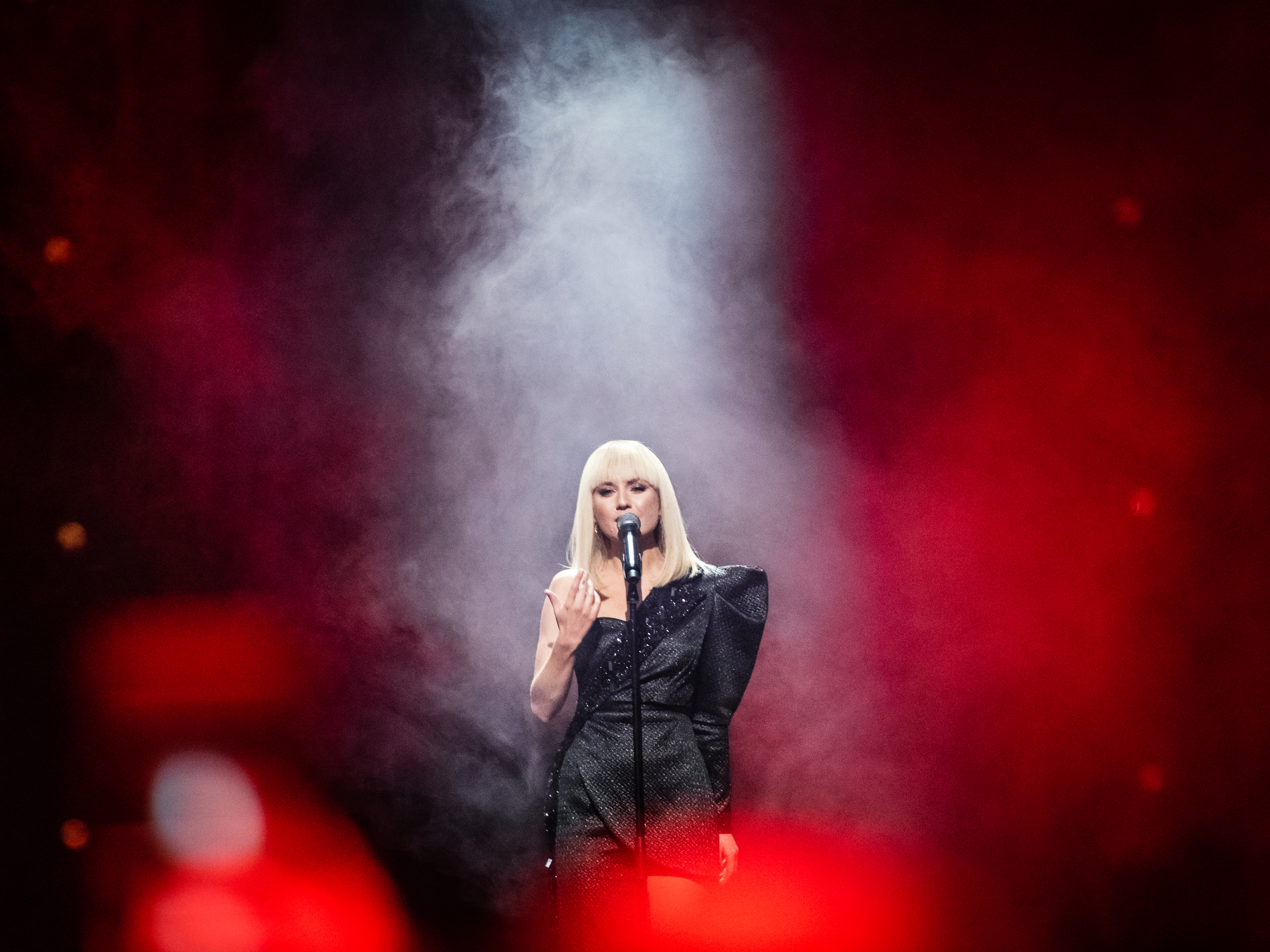
Anna Bergendahl
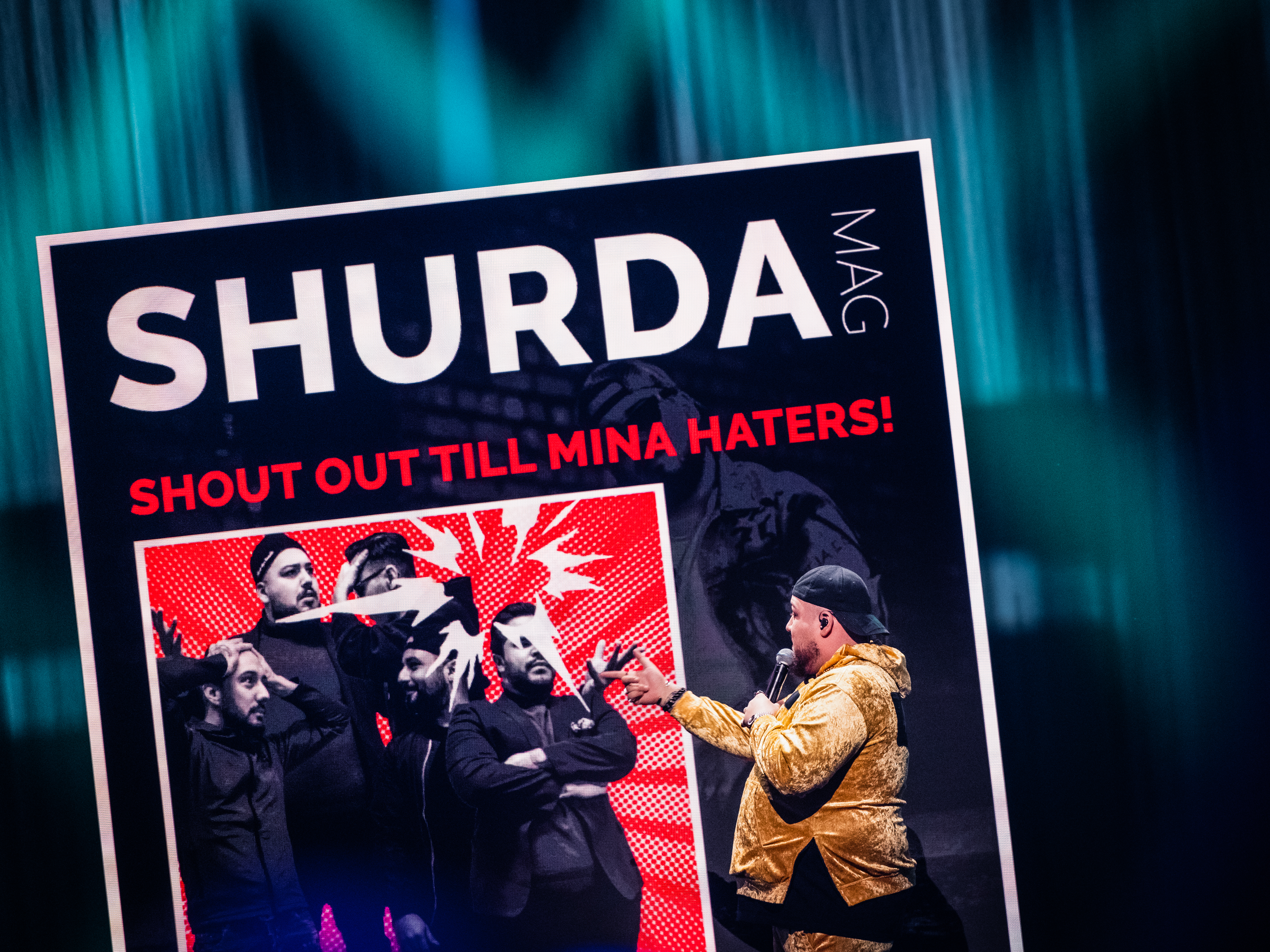
Anis Don Demina

## Külső hivatkozások
- A Melodifestivalen weboldala (svédül)